# Médaillier du musée des Beaux-Arts de Lyon
Le médaillier du musée des Beaux-Arts de Lyon est la collection de pièces, médailles, sceaux et autres pièces de numismatique conservés au musée des Beaux-Arts de Lyon. Constitué à partir du XVIIIe siècle par la ville de Lyon, il a été transféré au musée de la ville en 1810 et continuellement enrichi par la suite par des achats, des dépôts de trésors et des legs. Il s'agit du second médaillier français après celui du Cabinet des médailles de la Bibliothèque nationale de France. Il dispose d'une collection retraçant l'ensemble de l'histoire du monnayage et des arts assimilés.

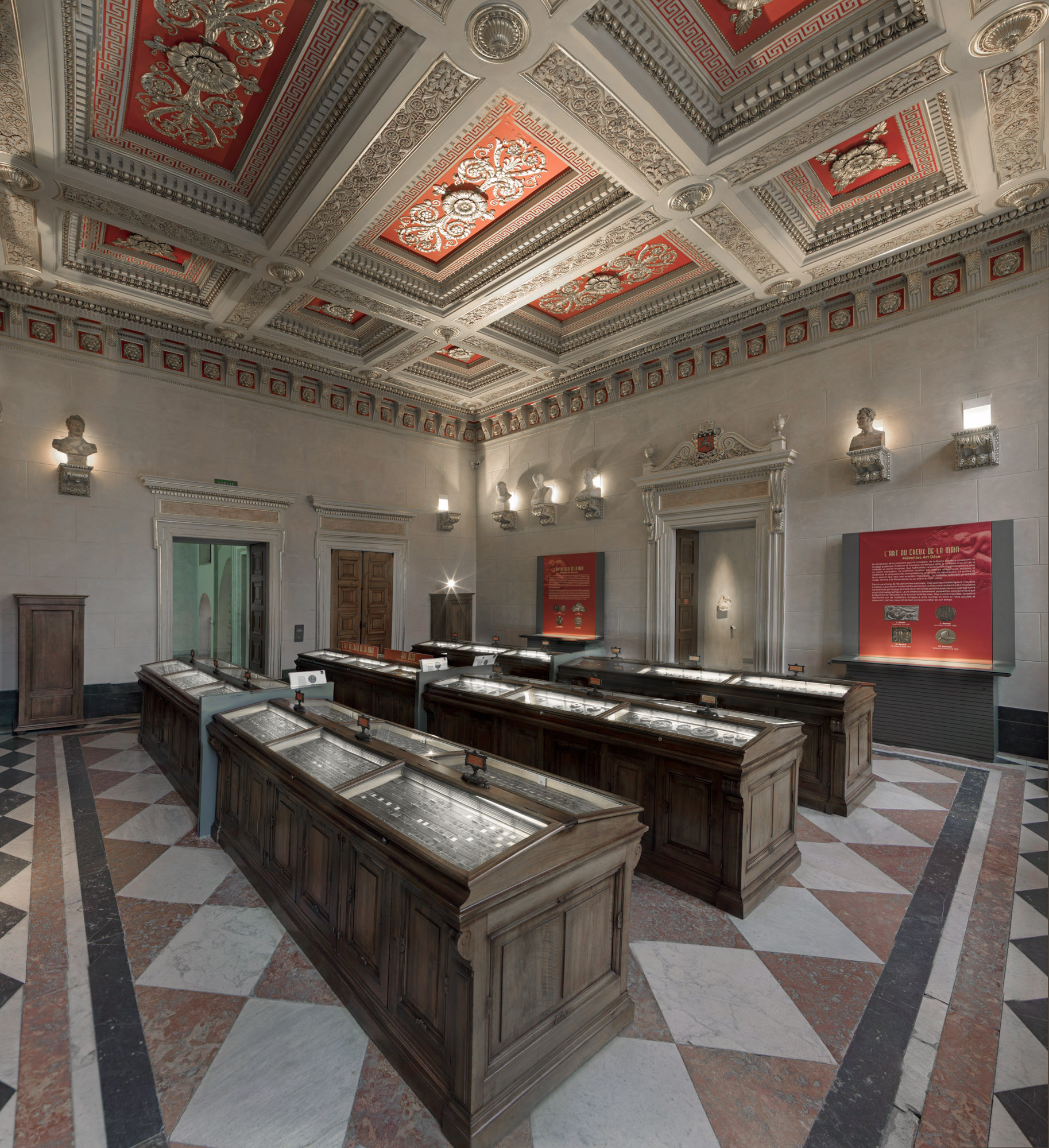
Vue d'ensemble de la salle du médaillier.

## Historique des collections

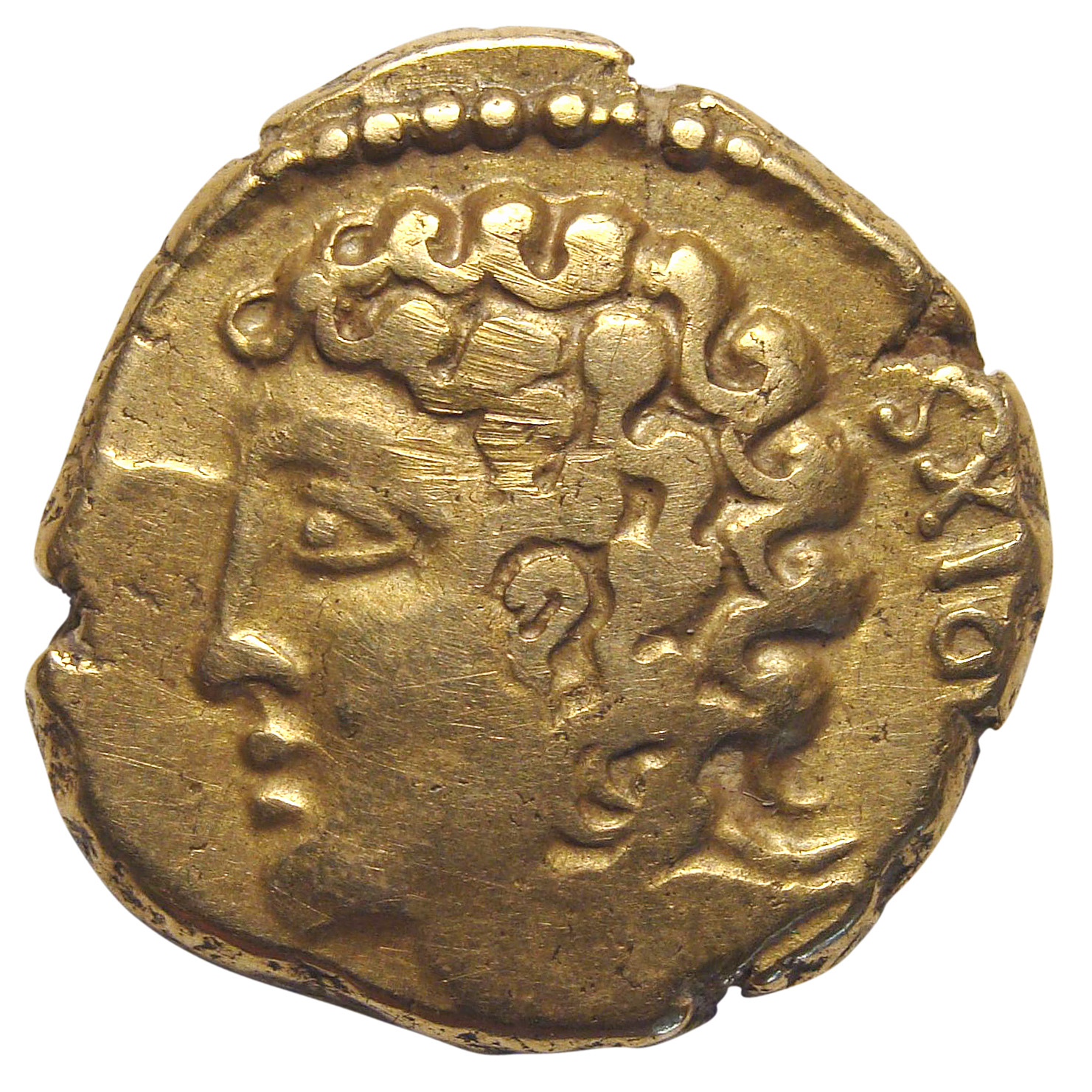
Statère de Vercingétorix.

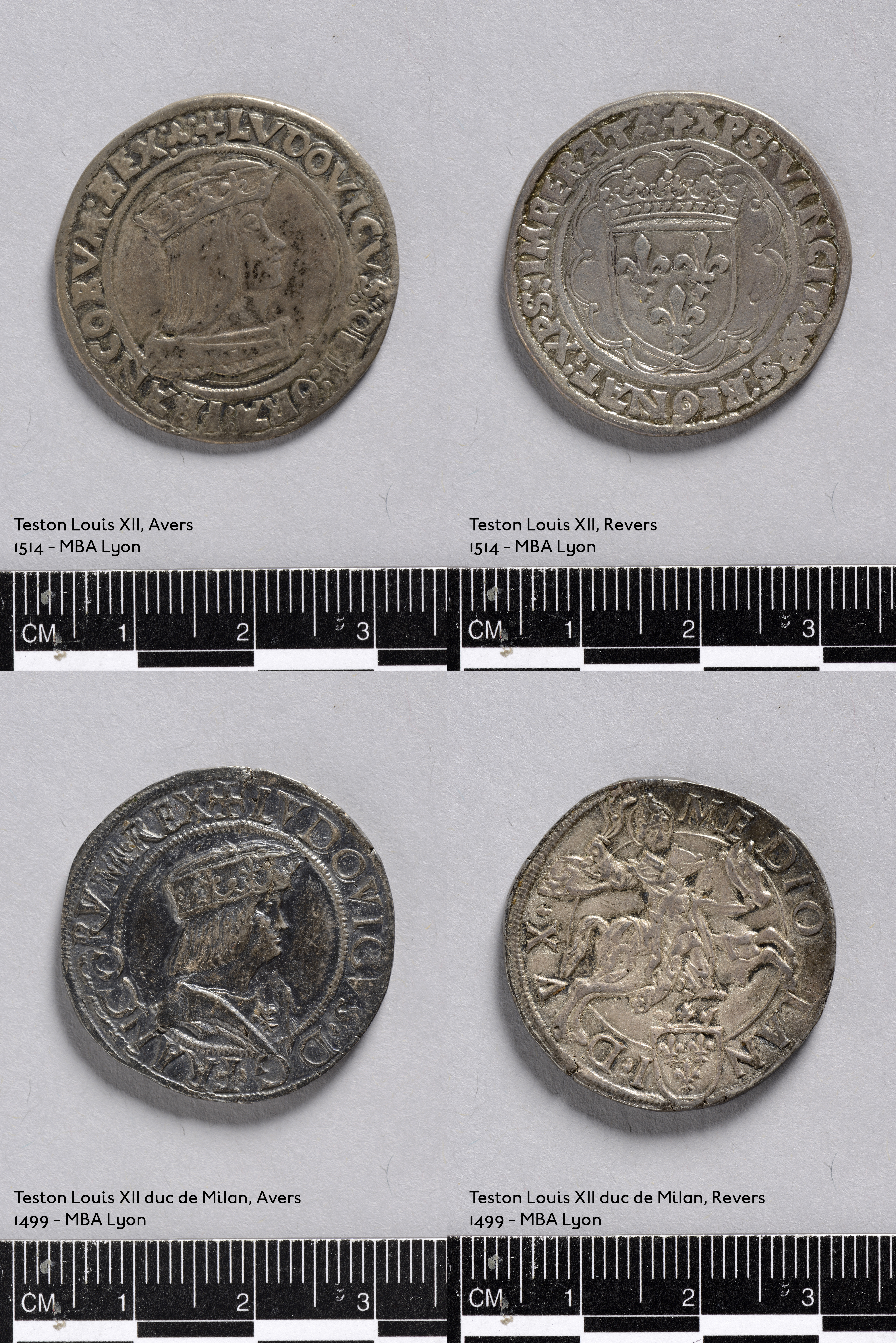
Testons Louis XII, avers et revers, 1499 et 1514.

Le médaillier constitue le fond le plus ancien du musée des Beaux-Arts de Lyon ; plusieurs séries monétaires étant la propriété de la ville de Lyon depuis de 1733. Il connait un très fort développement durant l'ensemble du XIXe siècle grâce à de nombreuses entrées par achats, dons et surtout legs. Le XXe siècle voit un net ralentissement de son développement, et même un certain abandon durant les années 1910 - 1930. Après la Seconde Guerre mondiale, le médaillier fait l'objet de vates projets de descriptions scientifiques, et d'un catalogage photographique.

### Origines du médaillier
L'origine de la collection du collège de la Trinité de Lyon date du XVIe siècle et a été élaborée dans un souci humaniste de connaissance de l'Antiquité classique. « C'est à Lyon que se trouvaient les plus importantes collections du royaume et que furent publiées, dès 1553, les premiers ouvrages de numismatique en français ». La collection du cabinet de la ville a été fondée dans un esprit plus muséographique. Cette dernière a été unie à celle du collège en 1792. Ces deux collections ont été principalement enrichies grâce à trois acquisitions exceptionnelles : le cabinet d'Antoine Laisné acquis en 1733, le médaillier du chanoine Romans de Rives acquis en 1717 par Jacques-claude Claret de la Tourette de Fleurieu et vendu à la ville en 1733 par son fils et l'ensemble du chevalier Félicien de Monts de Savasse en 1735. Ces collections ont été constituées par des érudits et lorsque Laisné vend sa collection à la ville de Lyon en 1733, les édiles, mus par une volonté de prestige, décident d'adjoindre à la bibliothèque municipale une salle spécifique pour contenir et exposer les collections de la ville,.

### Premier dix-neuvième siècle
Les premières collections de numismatique du musée des Beaux-Arts sont constituées au début du XIXe siècle, lorsqu'en 1810, le musée, alors dirigé par François Artaud, reçoit 8 582 monnaies provenant des deux plus importantes collections lyonnaises d'avant la Révolution, celle du collège de la Trinité et celle du cabinet de la Ville. Ces collections sont confiées par le bibliothécaire de la ville Antoine-François Delandine en 1810 après avoir transité une première fois en 1793 dans ce qui était l'abbaye Saint-Pïerre, puis être repassées par la bibliothèque de la ville,.
Il y a une nette évolution de la typologie de pièces acquises par les collectionneurs locaux et donc fournies grâce aux ventes, dons ou legs au médaillier entre le XVIIIe siècle et le début du XIXe siècle. En effet, si avant la Révolution française, la philosophie des Lumières aiguisait l'intérêt des érudits vers l'antiquité, le traumatisme de la tourmente révolutionnaire pousse les collectionneurs à se tourner vers le Moyen Âge et le monde celtique dans une quête des origines sociales et religieuses. Durant la première moitié du XIXe siècle, ce sont surtout des monnaies locales ainsi que des trésors gallo-romains qui rejoignent les collections. La richesse de ces séries celtiques et médiévales est due, quant à elle, aux grandes collections d'amateurs lyonnais qui entrent au musée dans la seconde moitié de ce siècle, comme les ensembles achetés à Louis La Saussaye (monnaies gauloises) et Henry Morin-Pons (monnaies médiévales) en 1863. Le médaillier s'enrichit aussi notablement grâce au legs de Jacques-Antoine Lambert,.
Les premiers directeurs du musée enrichissent également les collections de leur institution par l'acquisition de trésors monétaires découverts dans la région, le plus important étant celui de Ruffieu en 1837. Pour cela, ils engagent de fortes sommes ou procèdent à des échanges significatifs. Ainsi, Ambroise Comarmond échange en 1843 une série complète de monnaies des empereurs romains contre le trésor découvert sur un terrain appartenant aux Lazaristes. Un peu plus tard, pour financer ses acquisitions, il fait vendre par la ville des lots de monnaies jugées peu dignes de figurer au médaillier.

### Sous la Troisième République
À partir de 1878, le nouvel élan donné aux acquisitions par la direction du musée concerne également le médaillier : celui-ci acquiert de nombreuses pièces et diversifie ses collections grâce à l'action de ses deux conservateurs, Jean-Baptiste Giraud et Paul Dissard, qui achètent aussi bien auprès de particuliers que d'experts. Si Paul Dissart, qui bénéficie de largesses de la municipalité, peut s'engager dans de nombreuses opérations d'achats via les canaux traditionnels, que ce soit auprès des inventeurs, de propriétaires ou de collectionneurs locaux, il explore également des voies d'acquisitions inédites à l'époque pour l'institution : les grands collectionneurs parisiens et la participation à l'achat lors de grandes dispersions de collections de premier ordre ; comme celle de Ponton d'Amécourt en 1887 et celle de M. H. Montagu en 1896. En tout, le médaillier acquiert vingt sept pièces pour 10 000 francs lors de ces deux seules opérations.
Ce regain d'intérêt de la part des élites municipales pour la numismatique permet ainsi la constitution au médaillier de Lyon d'une collection très large, dotée de pièces variées et tendant à l'universalité ; « l'acquisition des plus belles monnaies antiques aujourd'hui présentées remontant à cette époque ».

### L'entre-deux-guerres
Entre la mort de Paul Dissart et l'arrivée de Jean Tricou, le médaillier tombe en léthargie. La municipalité décide la suppression du poste des musées archéologiques et le successeur de Giraud en 1910, Henri Focillon rétablit l'unité de direction de tous les départements du musée. Le médaillier ne fait plus d'acquisitions notables lors de cette période. Les quelques entrées correspondent à des legs, des dépôts et de rares achats (Collection Sabatier en 1938, des plombs fiscaux). Significatif du désintérêt de la direction pour la numismatique, lors de la dispersion de plus collections[Quoi ?] de la famille de Dissard, le musée ne s'engage sur aucun achat (Collections Récamier en 1924, Poncet en 1925 ou Dissart en 1928).
Cette période sombre est également marquée par de nombreuses pertes ou régressions dans les collections. En effet, le musée subit des vols importants, notamment celui du 14 février 1901, dont seule une partie a été retrouvée. Le musée procède également à des échanges avec d'autres institutions qui appauvrissent les collections. Lorsque le fichier photographique de 1937 est constitué et comparé avec les registres d'entrée, de nombreux manques sont constatés.
Toutefois, si l'entretien et la conservation du musée laisse à désirer, le directeur René Jullian, arrivé en 1933, mandate un conservateur du cabinet des médailles de Paris, Pierre Espezel, pour apprécier l'étendue du problème et envisager des réaménagements. Entre 1936 et 1939, il procède à la couverture photographique et au classement de l'ensemble des monnaies d'or, de la série royale et d'une partie des monnaies féodales. Mais tous ses avis sur une nouvelle présentation au public et une publication officielle des collections restent lettre morte.
Jean Tricou, dans sa présentation du médaillier à la ville en 1953, expose : « On vida ou on laissa vider ses cachettes, on bouscula médailliers et tiroirs, déclassant ainsi les séries, mélangeant trouvailles et collections particulières, le tout pour le plus grand profit des visiteurs peu scrupuleux ».

### De 1950 à nos jours

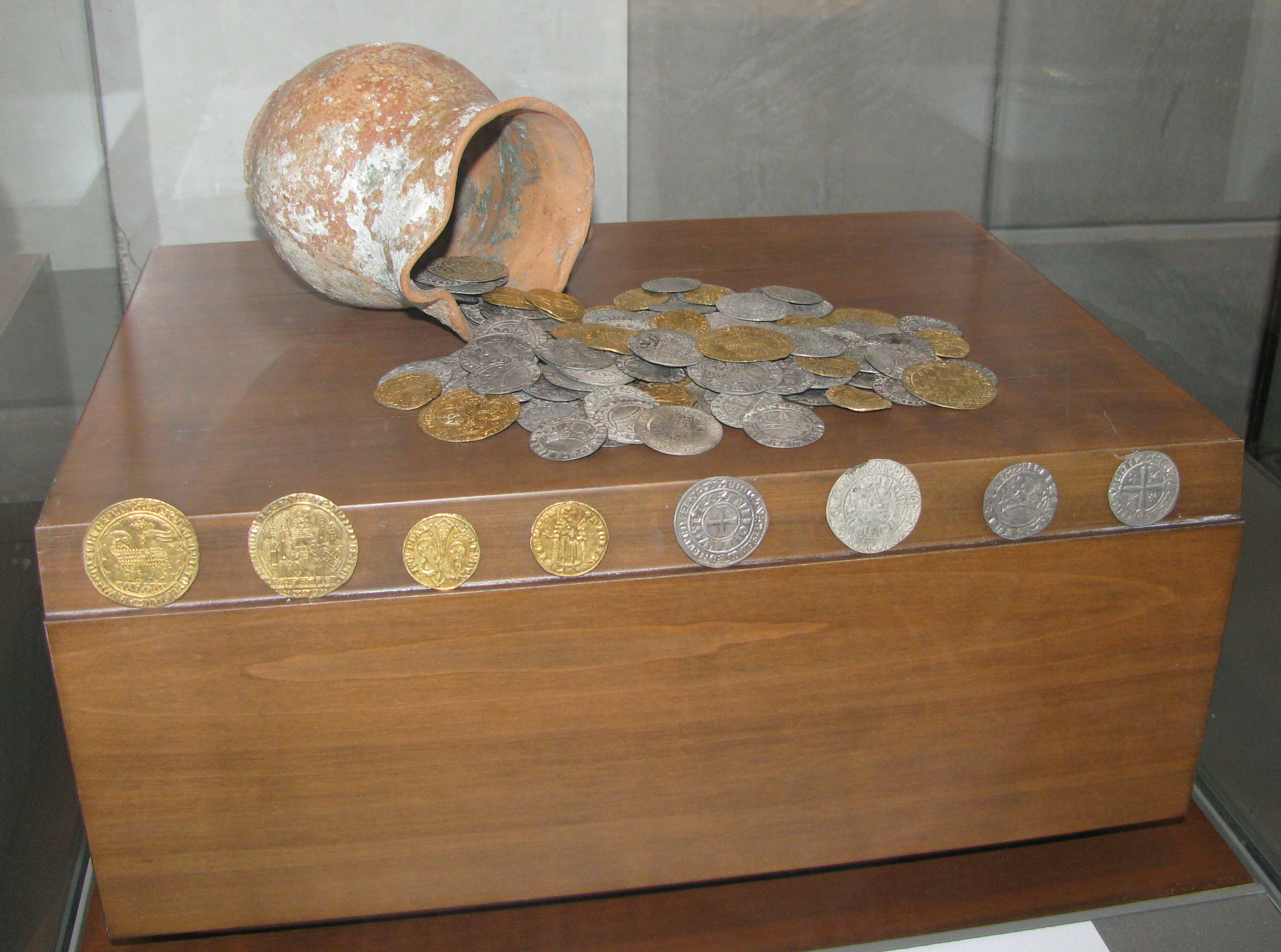
Le trésor des Terreaux.

La seconde moitié du XXe siècle est marquée par les grands travaux de recherche scientifique entrepris pour inventorier le vaste fond qui constitue désormais les collections : ils sont menés par Jean Tricou à partir de 1936 et s'étendent sur plusieurs années. Ces études sont reprises et poursuivies par Louis Chaurand après 1977. La constitution du répertoire photographique, entamée par Espezel, est poursuivie par Madeleine Rocher-Jauneau entre 1963 et 1968.
De nombreuses publications, permises par le fichier photographique et le soutien des conservateurs, ont permis durant cette période de développer la connaissance scientifique des richesses du médaillier. Les pièces romaines ont été largement exploitées par Jean-Baptiste Giard, Pierre Bastien et Robert Turcan. Les monnaies et médailles de l'époque moderne ont été décrites en détail par Jean Tricou.
Cette période n'est pas marquée par de grandes acquisitions notables : collection Côte en 1960, musée Guimet en 1975 et collection Bullukian en 1985 ; mais par l'entrée de plusieurs trésors : Bourg-Saint-Christophe en 1954, des Terreaux en 1993 et Célestins en 2004. Ces trésors suscitent un net engouement du public et sont régulièrement prêtés pour des expositions internationales.
Lors de la rénovation du musée dans les années 1990, le médaillier est déplacé dans sa salle actuelle et son approche muséographique est revue pour faire honneur à l'ampleur des collections.

## Collections
Le médaillier de Lyon est le deuxième médaillier de France après le Cabinet des médailles de la Bibliothèque nationale de France. Il conserve près de 50 000 objets : monnaies, médailles, jetons, sceaux et bijoux. Il est connu au niveau européen et tient une place prépondérante dans la numismatique mondiale depuis sa création au début du XIXe siècle.

### Monnaies grecques
La collection de pièces issues du monde hellénistique a été constituée principalement au début du XVIIIe siècle et à la fin du XIXe. Il comprend un très large ensemble de pièces de la Grèce elle-même et un bel échantillon de monnaies venues de régions alentour. En 1992, Le médaillier conserve 2 338 monnaies grecques dont 30 exemplaires en or, 328 en argent et 1980 en bronze ; une sélection est présentée dans une vitrine latérale et une vitrine centrale.
Parmi les pièces notables, il se trouve, :
- Un décadrachme de Syracuse, Grande Grèce, Évainète, vers 410 av. J.-C., argent, ⌀ 3,9 cm. (Legs Jean-Baptiste Giraud, 1911, Inv. B 500-231).
Cette pièce est un exemple de l'art monétaire sicilien de la fin du Ve siècle, représenté par Euménès, Sosion, Phrygillos, Eukledias ou Kimon et donc Évainète. Ce décadrachme a probablement été réalisé pour les jeux commémoratifs de la victoire contre Athènes de 413.
Au droit : un char de course avec un casque attique, une cuirasse, une lance, les cnémides et une inscription  ΑΘΛΑ  rappellent l'origine des jeux. Contrairement à la figure sereine d'Arthémuse, cette scène est pleine de vigueur, avec des chevaux dont les sabots sont levés en pleine course et représentés non symétriquement comme sur les pièces archaïques.
Au revers : la nymphe Aréthuse est un des chefs-d'œuvre d'Évainète, qui inspire par la suite de nombreux artistes antiques[24].
- Un double statère, Thourioi, IVe siècle av. J.-C., argent.
- Un statère à la Niké au char, Cyrène, environ 322-313 av. J.C., or.
- Un tétradrachme de Sélinonte, seconde moitié du Ve siècle av. J.-C.
Cette pièce montre la sensibilité de la civilisation hellénistique pour les légendes. En effet, la cité de Sélinonte possède une légende qui veut qu'aux temps antiques, la ville était frappée par la peste et fut sauvée par Empédocle, philosophe et thaumaturge d'Agrigente. Les Sélinontiens lui accordent alors les honneurs divins et frappent des pièces en mémoire de ce récit.
Au droit : Apollon avec Artémis frappant de flèches la maladie et au revers le dieu fleuve Sélinos qui sacrifie en l'honneur d'Empédocle.
Au revers : une rare composition du nécessaire sacrificiel, autels, offrandes et objets liturgiques, avec une feuille d'ache au second plan[25].
- Un tétradrachme de Syracuse, vers 485-425 av. J.C., argent.
Cette pièce présente un style archaïsant[25].
- Un Apollon, Kaulon, vers 530 av. J.C.
- Un Apollon, Catane, seconde moitié du Ve siècle av. J.-C.
- Un Apollon, Myrina, vers 160-145 av. J.C.

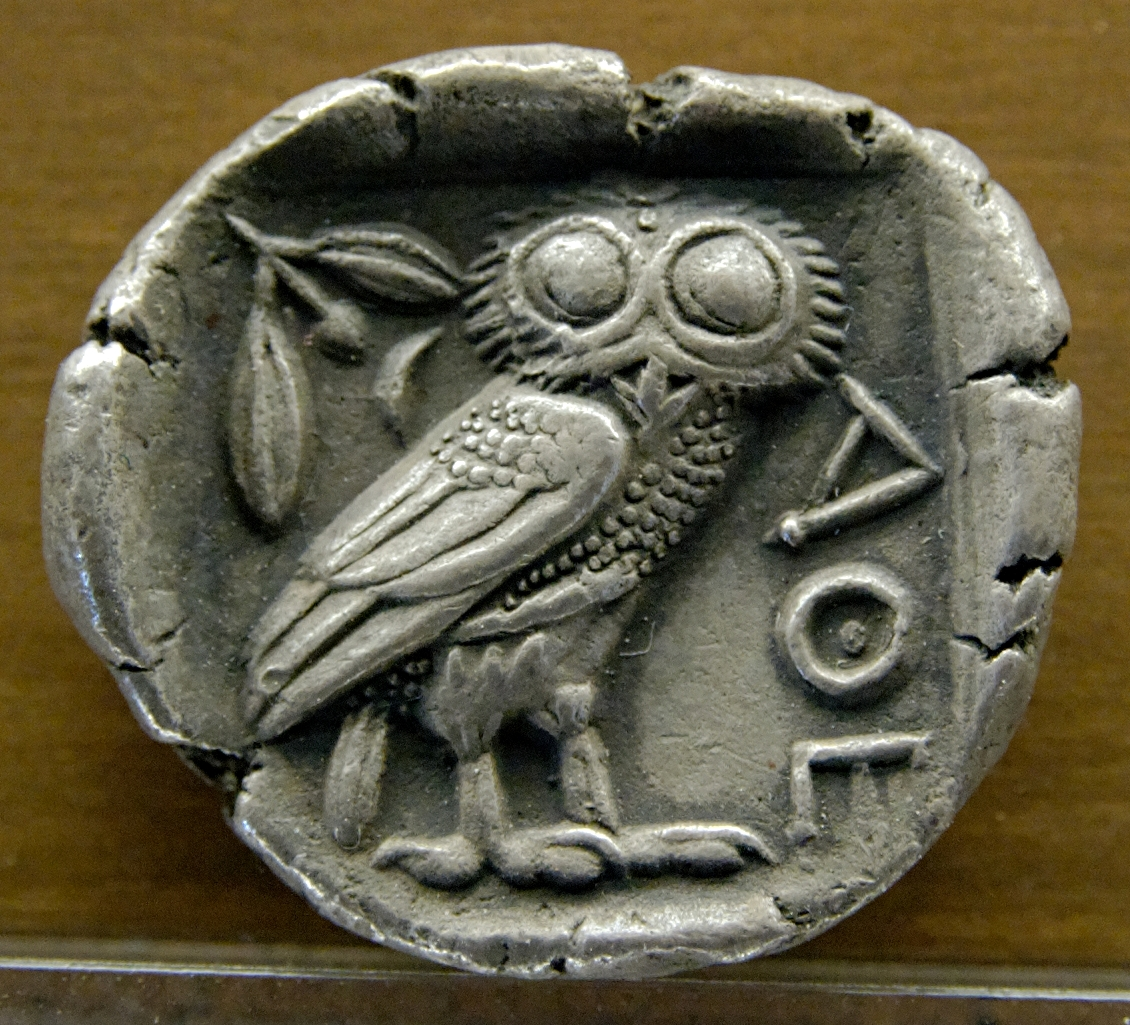
Tétradrachme d'Athènes, vers -480/-420.
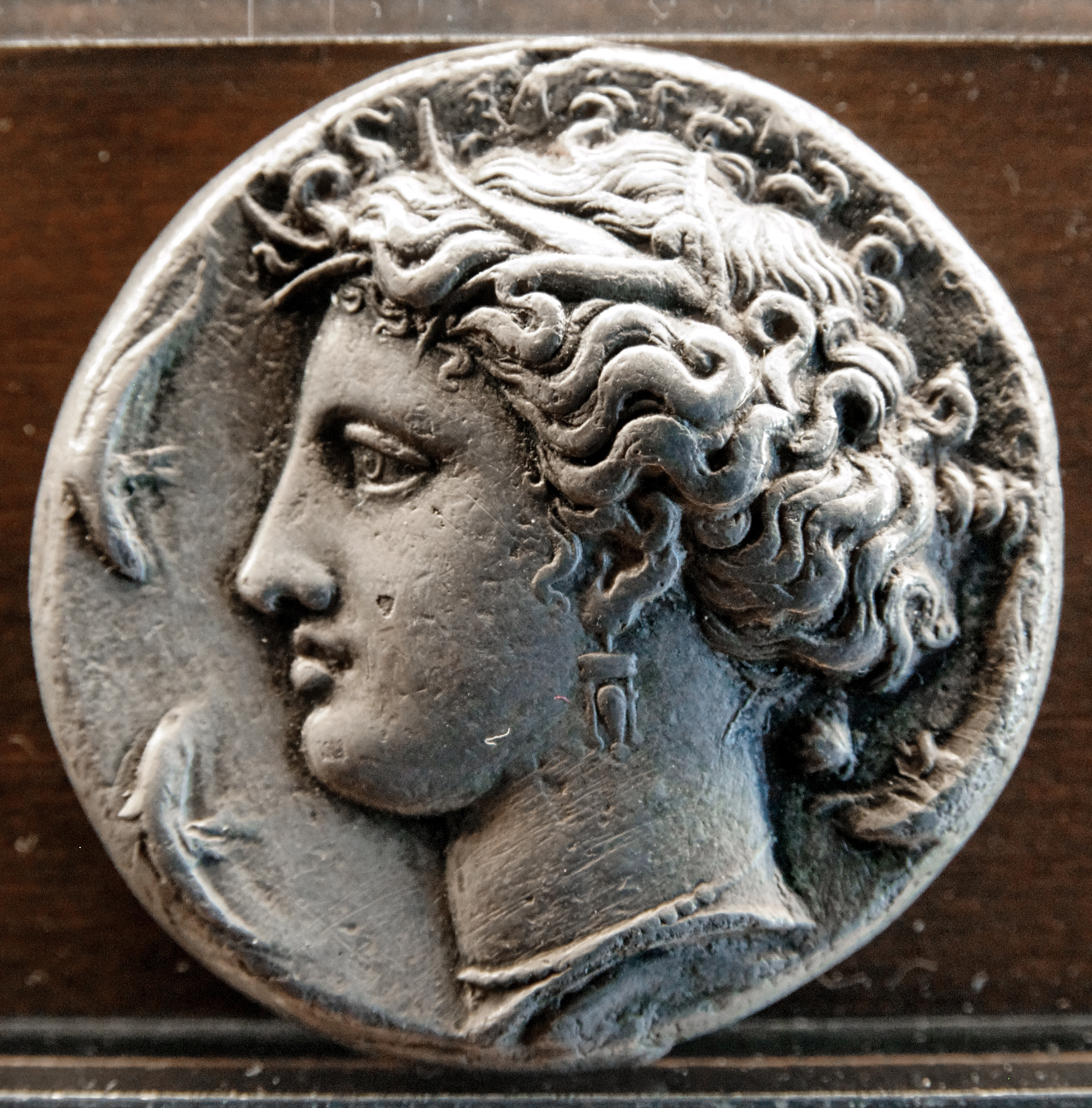
Tête d'Aréthuse, décadrachme de Syracuse, vers -400.
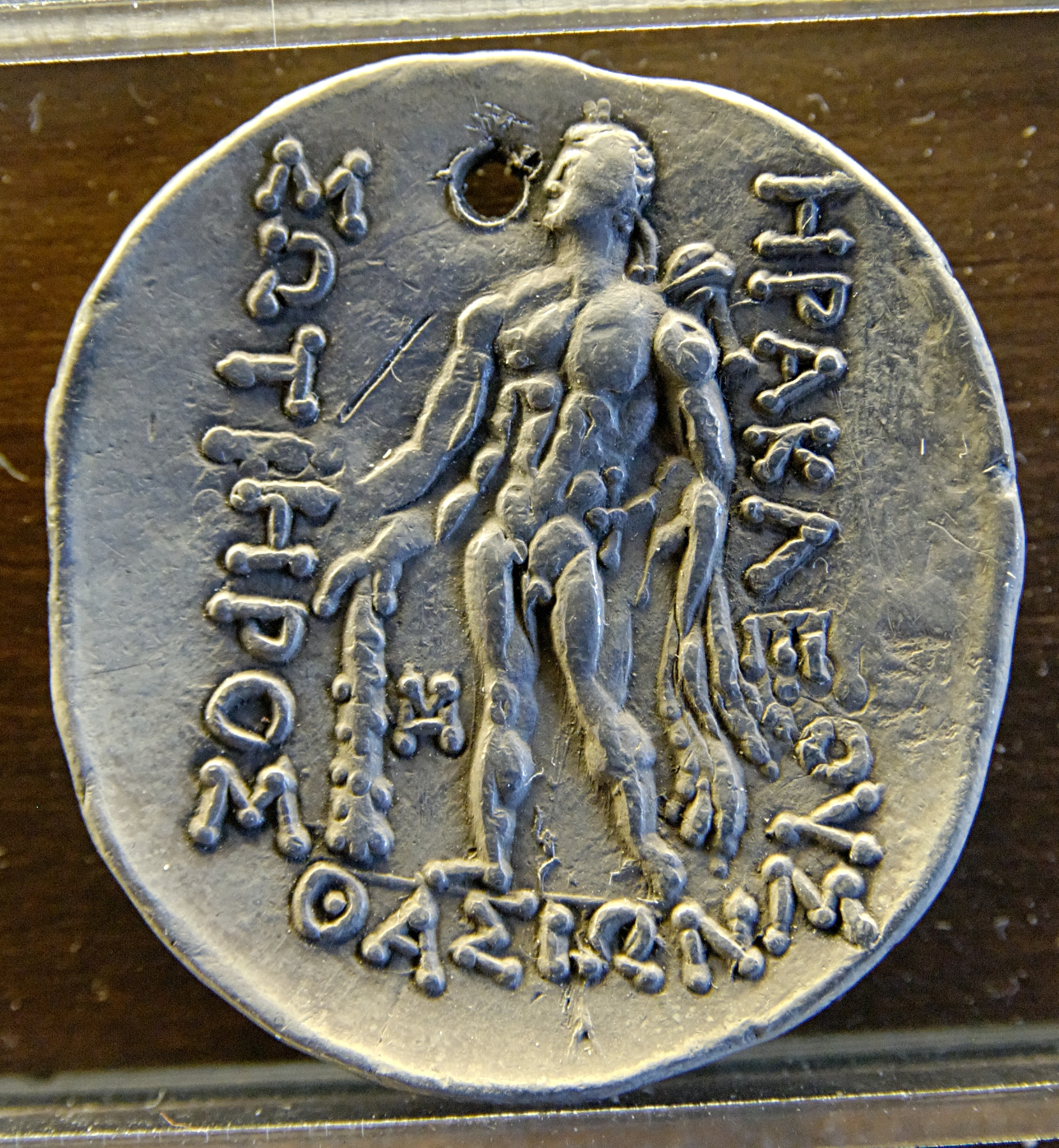
Héraclès, tétradrachme de Thasos.
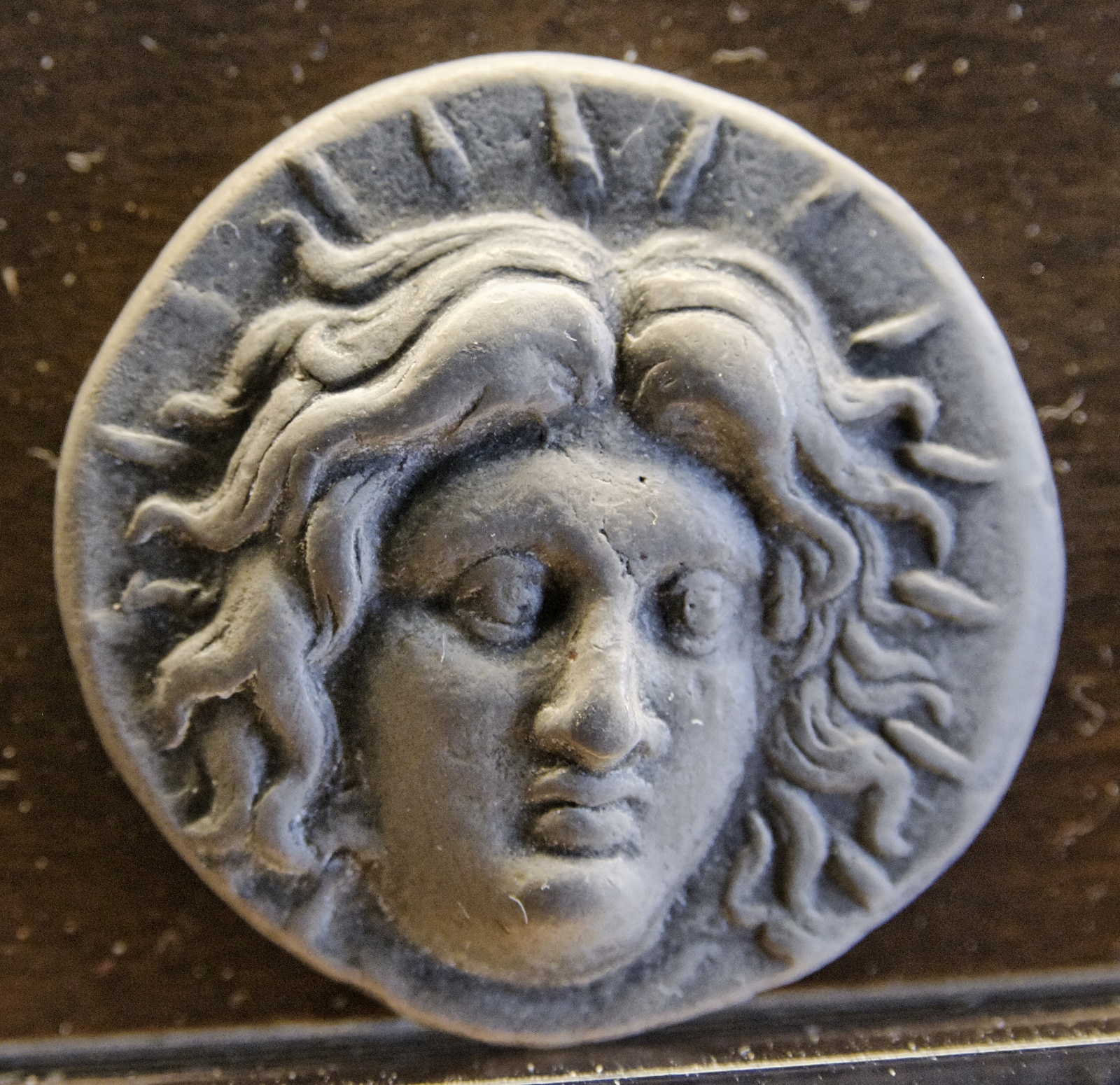
Tête radiée d'Hélios trois quarts droite. Pièce d'argent de Rhodes.
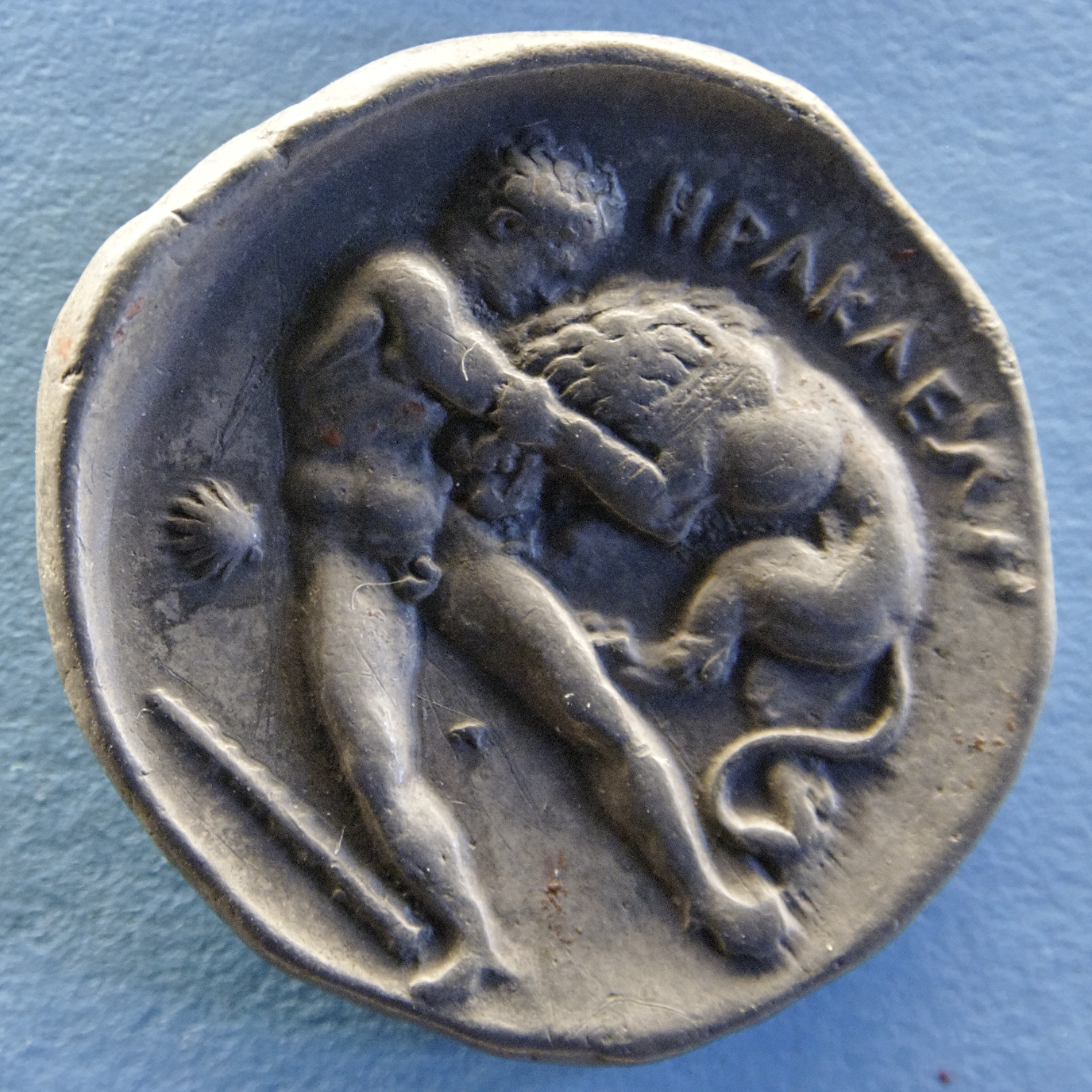
Héraclès combattant le lion de Némée. Pièce d'argent d'Heraclea Lucania.
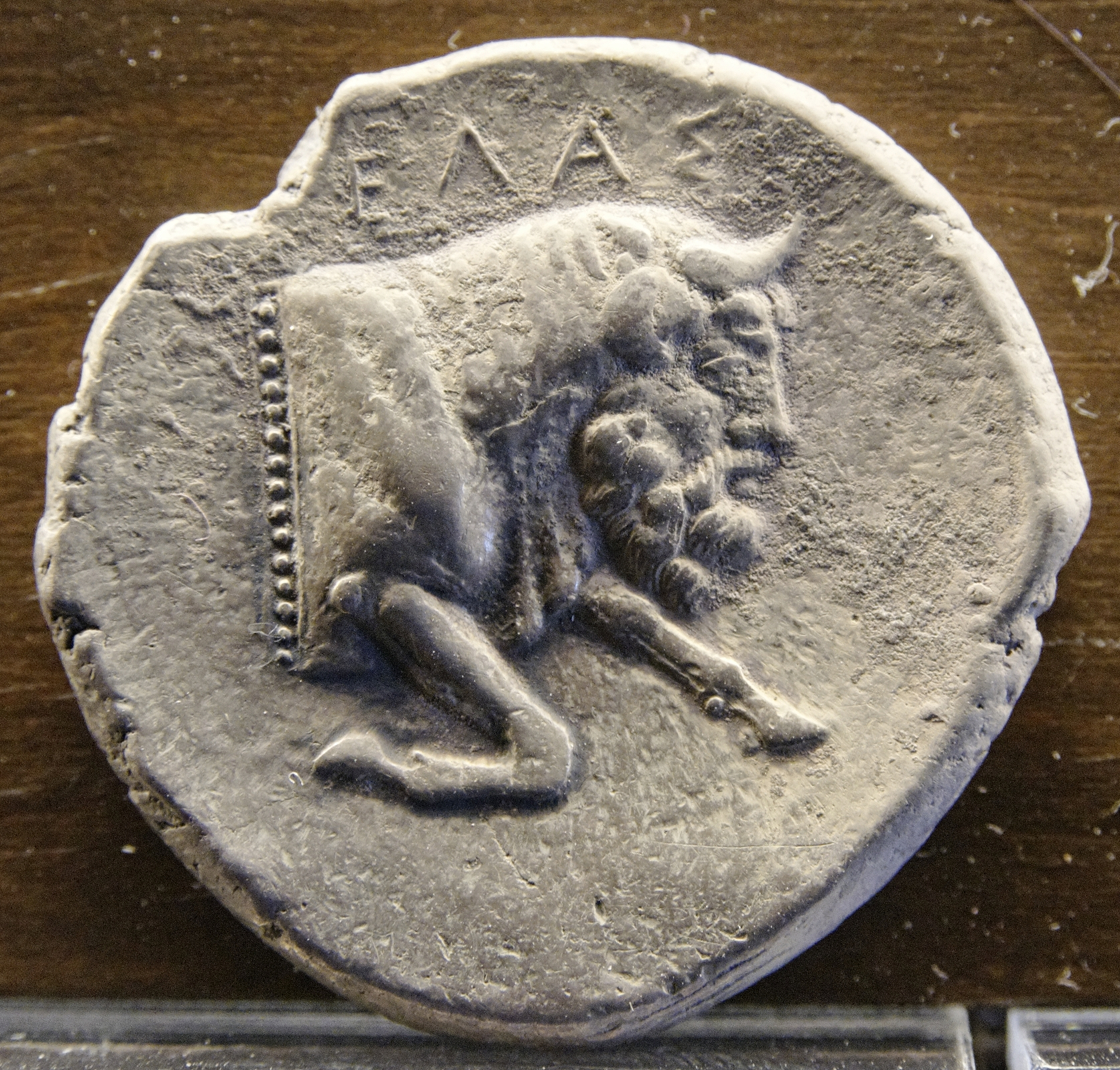
Protomé de taureau androcéphale à droite : le dieu-fleuve Gélas. Tétradrachme d'argent de Gela, Sicile.
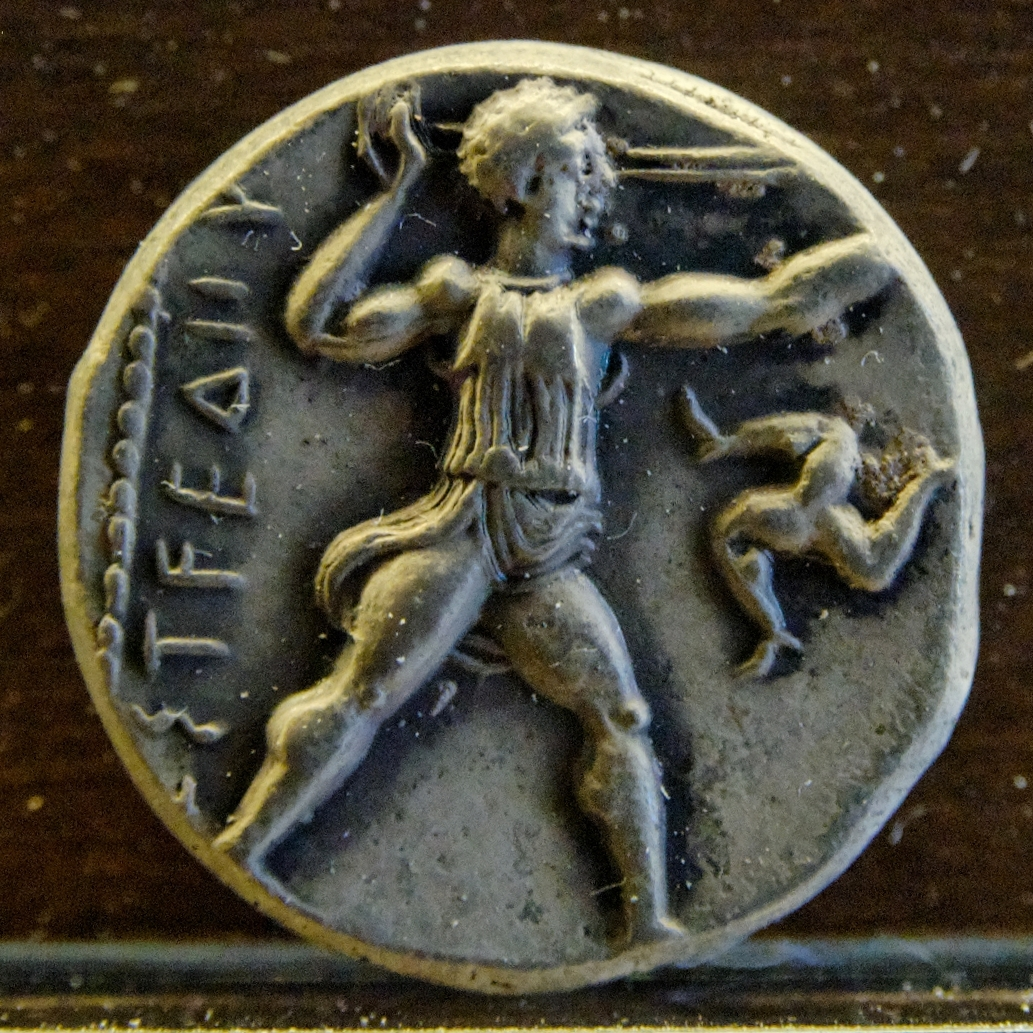
Frondeur debout à droite, triskèle dans le champ à droite. Revers d'un statère d'argent d'Aspendos, Pamphylie.
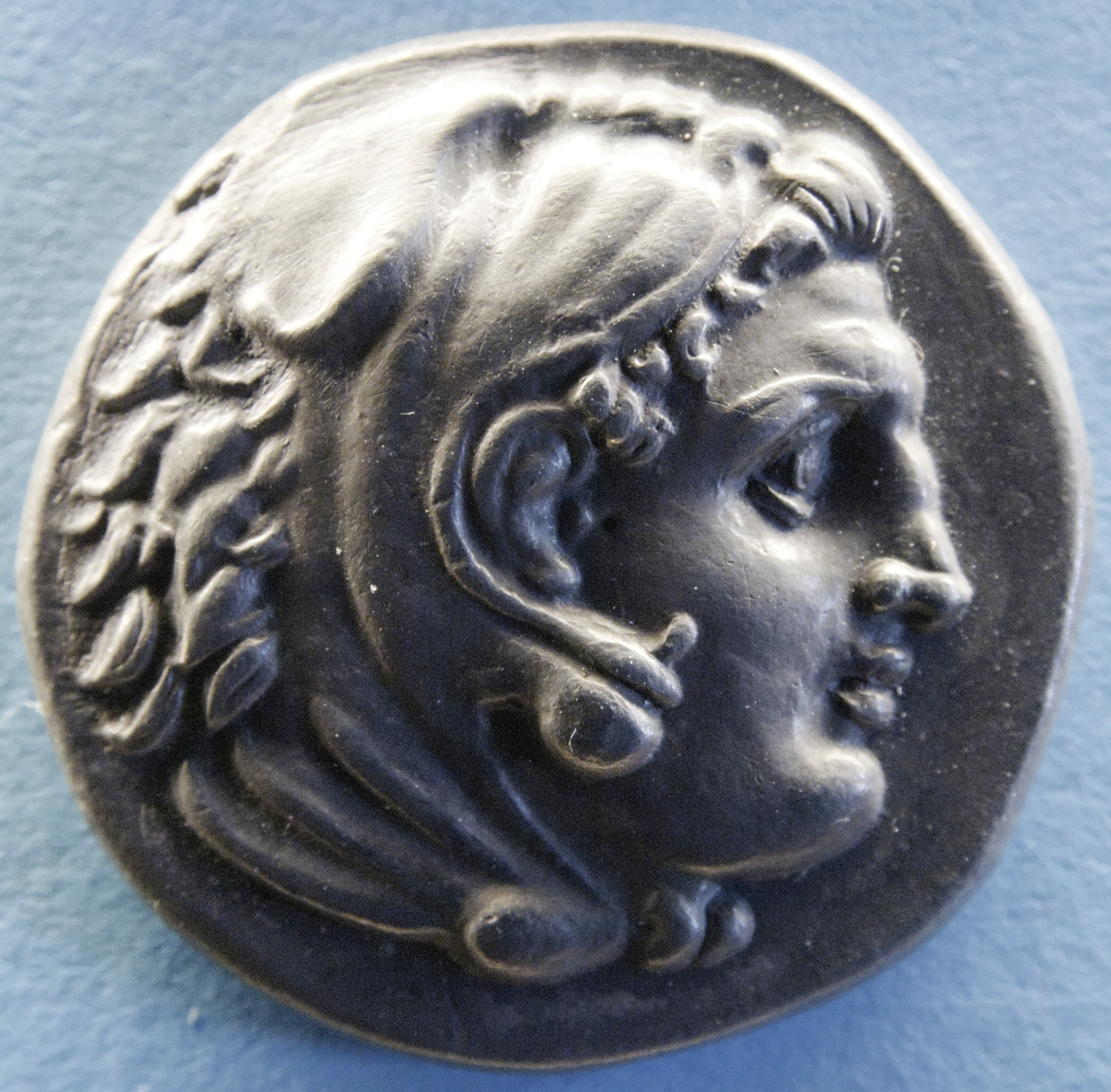
Tétradrachme représentant Alexandre le Grand
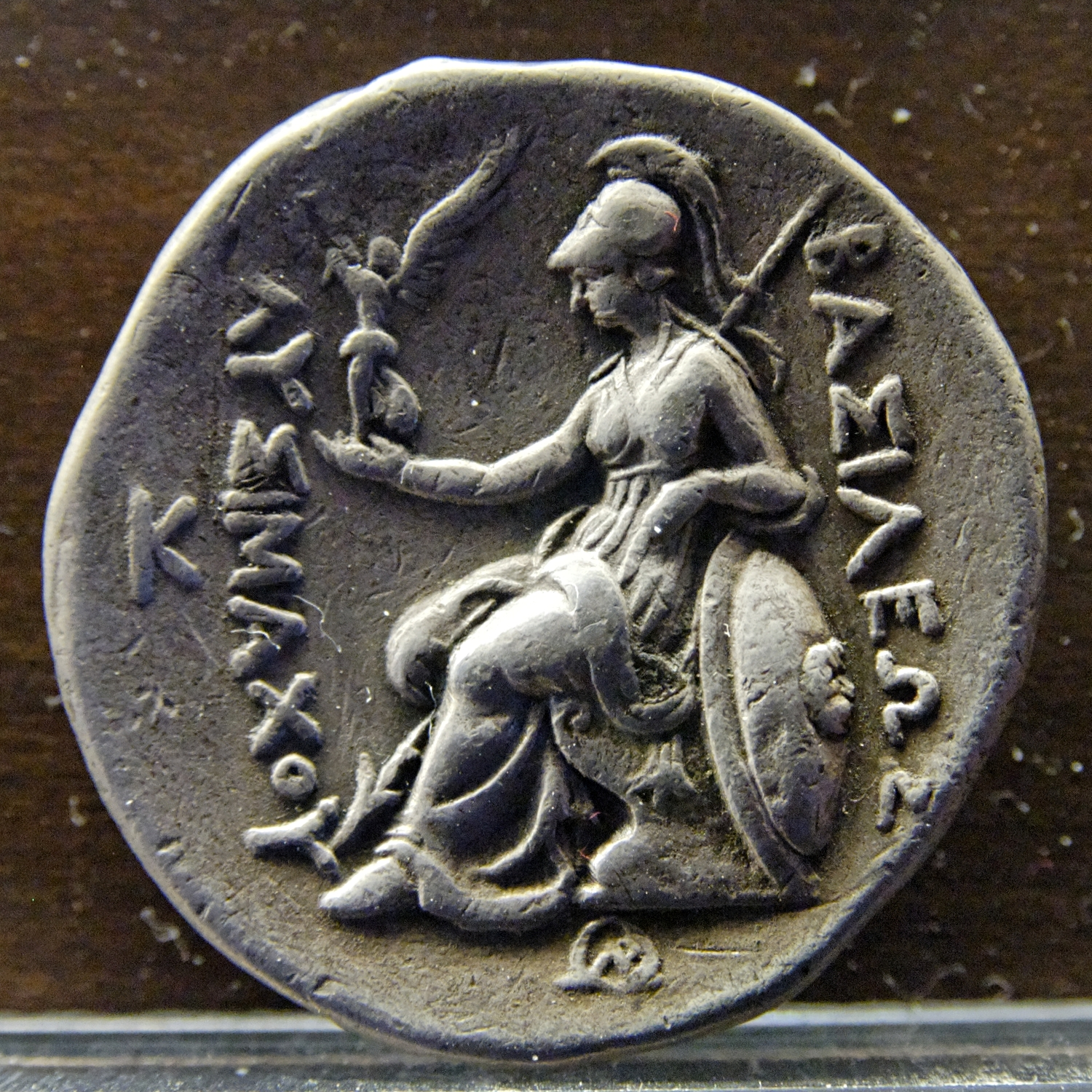
Athéna Nicéphore (qui porte la victoire) assise à gauche sur un trône, tenant de la main droite une petite Niké qui couronne le nom de Lysimaque, le coude droit reposant sur un bouclier, une lance posée en travers dans le champ. Tétradrachme d'argent du royaume de Thrace, règne de Lysimaque (305-281 av. J.-C.).
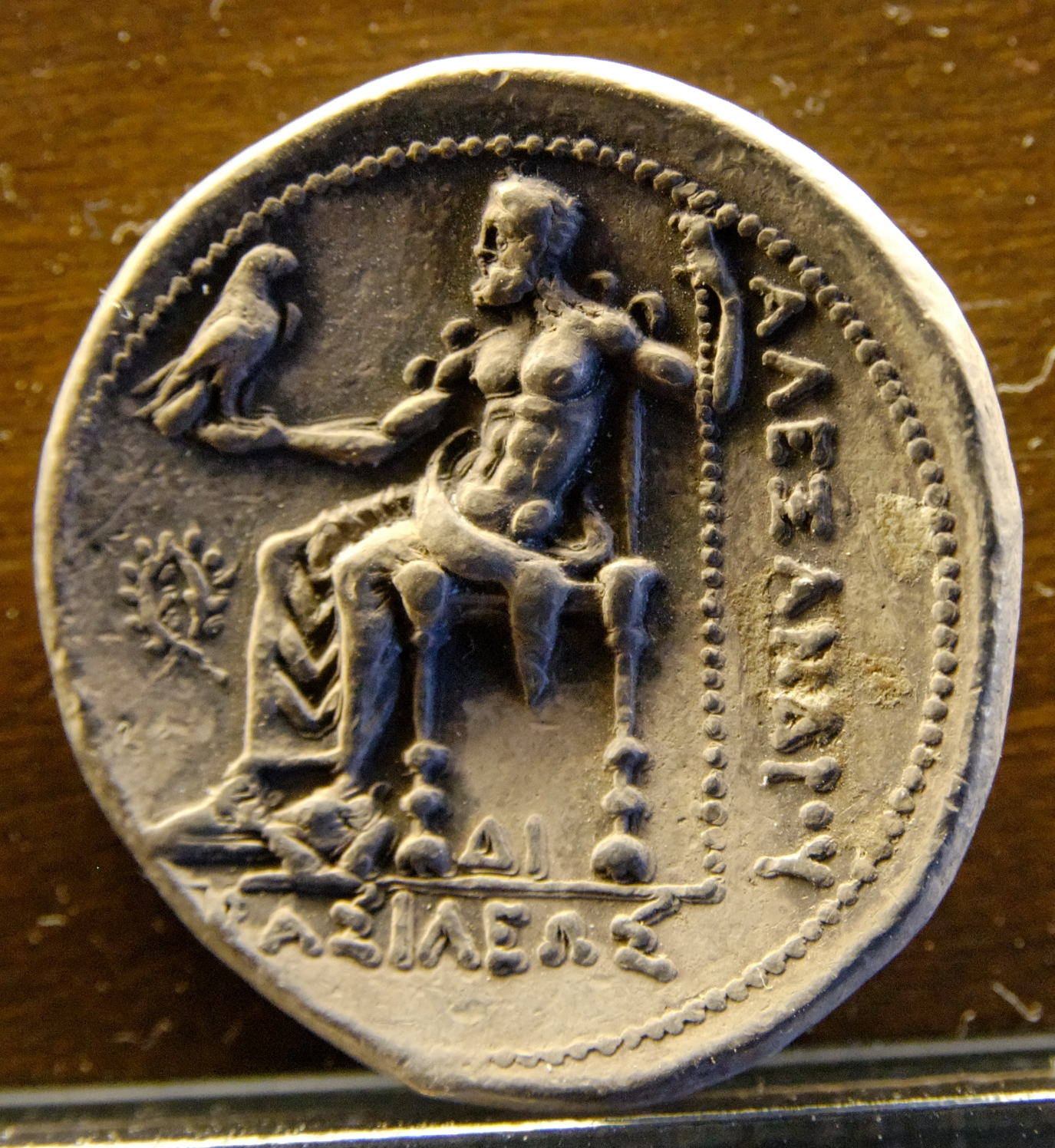
Zeus trônant à gauche, tenant un aigle dans la main droite et un sceptre dans la gauche. Revers d'un tétradrachme du règne d'Alexandre le Grand.

### Monnaies romaines et byzantines

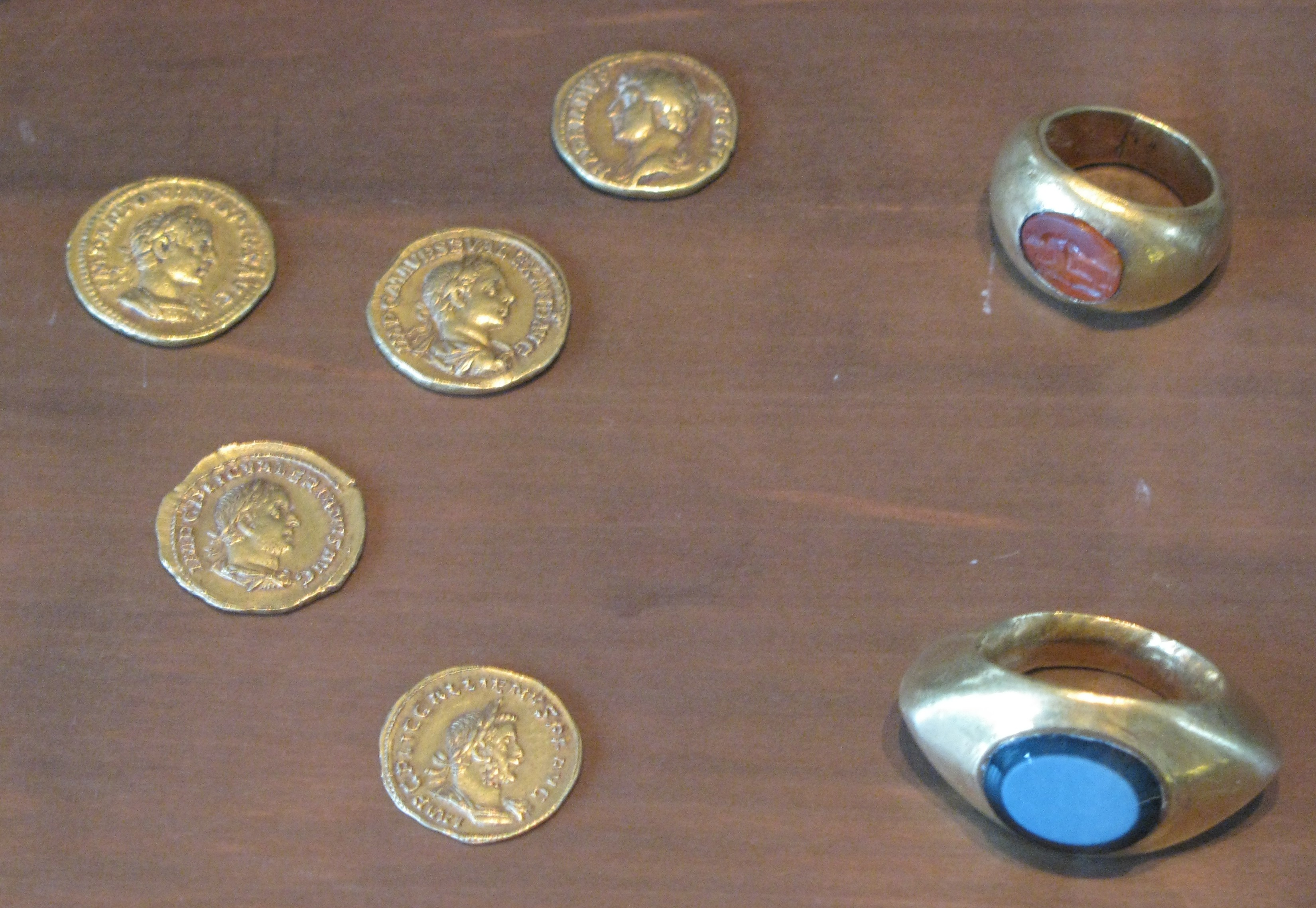
Le trésor de Ruffieu

La collection de monnaies romaines du médaillier a été constituée très tôt, probablement dès le début de l'époque moderne. En effet à la Renaissance, les numismates se passionnent dans la constitution d'une collection la plus complète possible de la série des empereurs romains ; l'Empire romain et ses maîtres étant la référence politique absolue à cette époque. La série du médaillier est quasiment complète, ne manquent que quelques usurpateurs. Ainsi, des cinq personnes qui s'affrontèrent après la mort de Néron, les quatre empereurs officiels sont présents, Galba, Othon, Vitellius et Vespasien, seul Clodius Macer manque. . Le médaillier lyonnais est représentatif de l'intérêt immense des collectionneurs pour les monnaies romaines, plus du tiers de la collection ayant cette origine.
L'atelier monétaire de Lugdunum fut l'un des plus importants ateliers monétaires de l'empire, supplantant même celui de Rome entre 15 av. J.-C. et 64 ap. JC, ce qui explique le nombre de pièces originaires de Lyon conservées. L'atelier a ensuite une production irrégulière, jusqu'à sa fermeture définitive en 413.
En 1992, le médaillier conserve 14 636 monnaies romaines et byzantines dont 492 exemplaires en or ; une sélection est présentée dans deux vitrines centrales et une grande partie est déposée en réserve, ou au musée gallo-romain de Lyon.
Le médaillier conserve de cette époque le trésor de Ruffieu, découvert en 1837 et comprenant de la vaisselle décorée : deux casseroles et une coupe en argent, cinq cuillers d'argent (dont quatre seulement sont conservées), quatre bagues en or et un petit lot de monnaie d'or dont la plus récente est un aureus frappé à Milan en 262 fournissant le terminus ante quem. Cet aureus étant très peu usé, les spécialistes font remonter l'enfouissement du trésor aux alentours de 265-275.

#### Monnaies notables
Parmi les monnaies remarquables du médaillier, il est possible de citer, : 
- Un sesterce d'Auguste à l'autel des Trois Gaules, Lyon, entre 9 et 14 après J.-C.. Bronze, ⌀ 3,4 cm. (acquis en 2001, Inv. 1991-2).
Contrairement aux aurei et aux deniers, le sesterce impérial est une monnaie usuelle de grande diffusion, et de durée d'utilisation longue. Cette pièce a un grand intérêt historique car il s'agit de la plus ancienne représentation de ce monument mythique, que l'on retrouve par la suite sur certaines monnaies des successeurs d'Auguste[10]. Cette pièce associe l'autel à la puissance de l'Empire romain comme en témoigne la dédicace ROM ET AUG soit Romæ et Augusti ce qui signifie : « à Rome et à Auguste ».
Au droit, le profil d'Auguste est entouré de sa titulature permettant de dater précisément la pièce : CAESAR AVGVSTVS - DIVI F PATER PATRIAE soit Cæsar Augustus Divi Filius Pater Patriæ signifiant : « César auguste fils du divin (Jules) père de la patrie ».
Au revers figure l'autel des trois Gaules qui surmonte la dédicace[31].
- Un aureus de Marc Aurèle, Rome, 166. 7,25 g. (BMCRE 405)
Cette pièce a été frappée pour célébrer le triomphe de Marc Aurèle reçu à Rome en 166 en raison de sa victoire sur les Parthes en 165. Les inscriptions sur la pièce permettent de dater très précisément sa fabrication.
Sur le droit, Marc Aurèle est présenté vers la droite, en buste, lauré, drapé et cuirassé. L'inscription M. ANTHONINUS AUG ARM PARTH MAX signifie Marcus Aurelius Antoninus Pii Filii Augustus Armeniacus Parthicus Maximus : Marc Aurèle le Très Grand, fils d'Antonin le Pieux, vainqueur des Arméniens et des Parthes.
Sur le revers, une victoire debout de trois quart droit soutient un bouclier posé sur un palmier sur lequel il est inscrit VIC PAR signifiant Victoria Parthica. il est indiqué sur le pourtour TR P XX IMP IIII COS III ce qui signifie Tribunicia Potestas XX Imperator IIII Consul III - Victoria Parthica : sous le troisième consulat de Marc Aurèle et sa vingtième puissance tribunitienne, sa victoire sur les Parthes lui valut d'être acclamé Imperator pour la quatrième fois[32].
- Double majorina de Magnence frappé à Lyon en 353, portant le premier signe chrétien (un chrisme) officiellement apposé comme signe monétaire[33]
- As de Néron représenté en Apollon jouant de la lyre
- Des aurei du trésor de Lentilly, de Tibère à Néron
- Un sesterce de Néron, frappé à Lyon en 65
- Un sesterce de Tibère, frappé à Lyon en 17
- Un shekel en argent « au calice » de 66-70 ap. JC frappé en Judée durant la révolte contre Rome
- Un denier de Trajan, Rome, 114 ap. J.-C., 2,89 g, (Don des amis du musée, MR 2530)[34].
Lorsque Trajan arrive au pouvoir, il le fortifie en développant le panthéon impérial, que ce soit via la célébration de son père ou de son tuteur Nerva, et en élevant au panthéon impérial plusieurs membres de sa famille. Il fait frapper plusieurs pièces pour glorifier ces élévations au panthéon officiel romain. Le denier de Marciane, sœur de Trajan et morte en 114, est un témoin direct de cette politique.
Droit : buste drapé de Marciane tourné à droite et portant un diadème. L'inscription dit : DIVA AUGUSTA MARCIANA
Revers : Aigle s'élevant à gauche, ailes déployées, tenant un sceptre entre ses serres. L'inscription dit : CONSECRATIO[35]
- Un dupondius de Lyon, vers 38-36 av. J.-C., 22,50 g (Don des amis du Musée, acquis de l'ancienne collection Robert Schonwalter, vendue à New York le 15 janvier 2002 (no 1688 du catalogue). Inv. 2002-2)[36].
Il s'agit du plus bel exemplaire connu de cette rare monnaie lyonnaise. Il en existe 58 exemplaires répertoriés[37]. Il est exposé en salle dans la vitrine des monnaies romaines et byzantines, à côté du sesterce à l'autel des trois Gaules.
Droit : Deux têtes nues de Jules César (à gauche) et Octave (à droite) adossées et séparées par une palme : IMP CAESAR DIVI F DIVI IVLI.
Revers : Proue de navire munie d'un éperon et orné d'un œil et d'un dauphin. Sur le pont du navire on trouve un meta, sorte de borne conique et un disque solaire : COPIA (pour Colonia Copia Félix Munatia Lugdunum)[38]

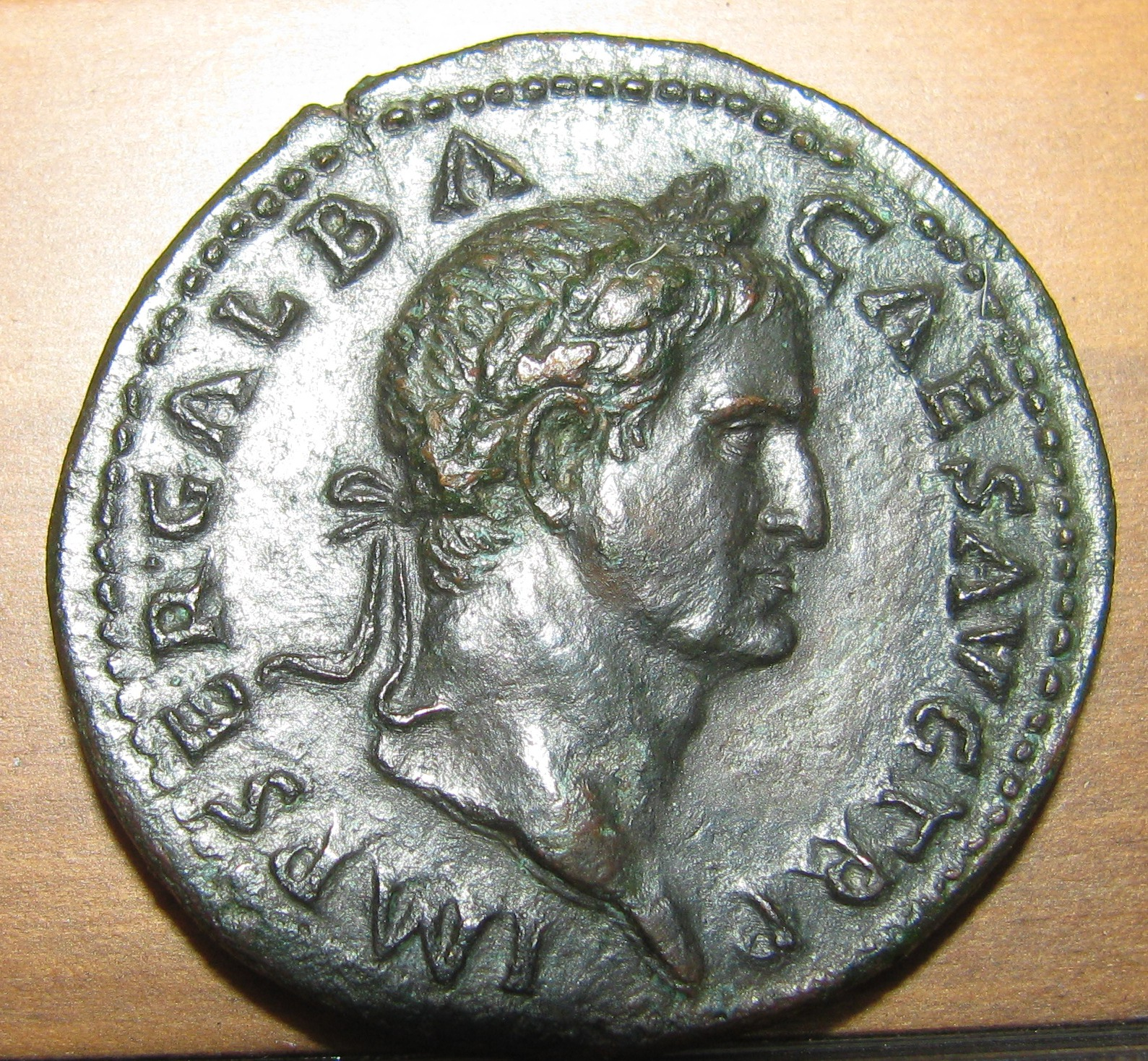
Monnaie de bronze de Galba (68-69).
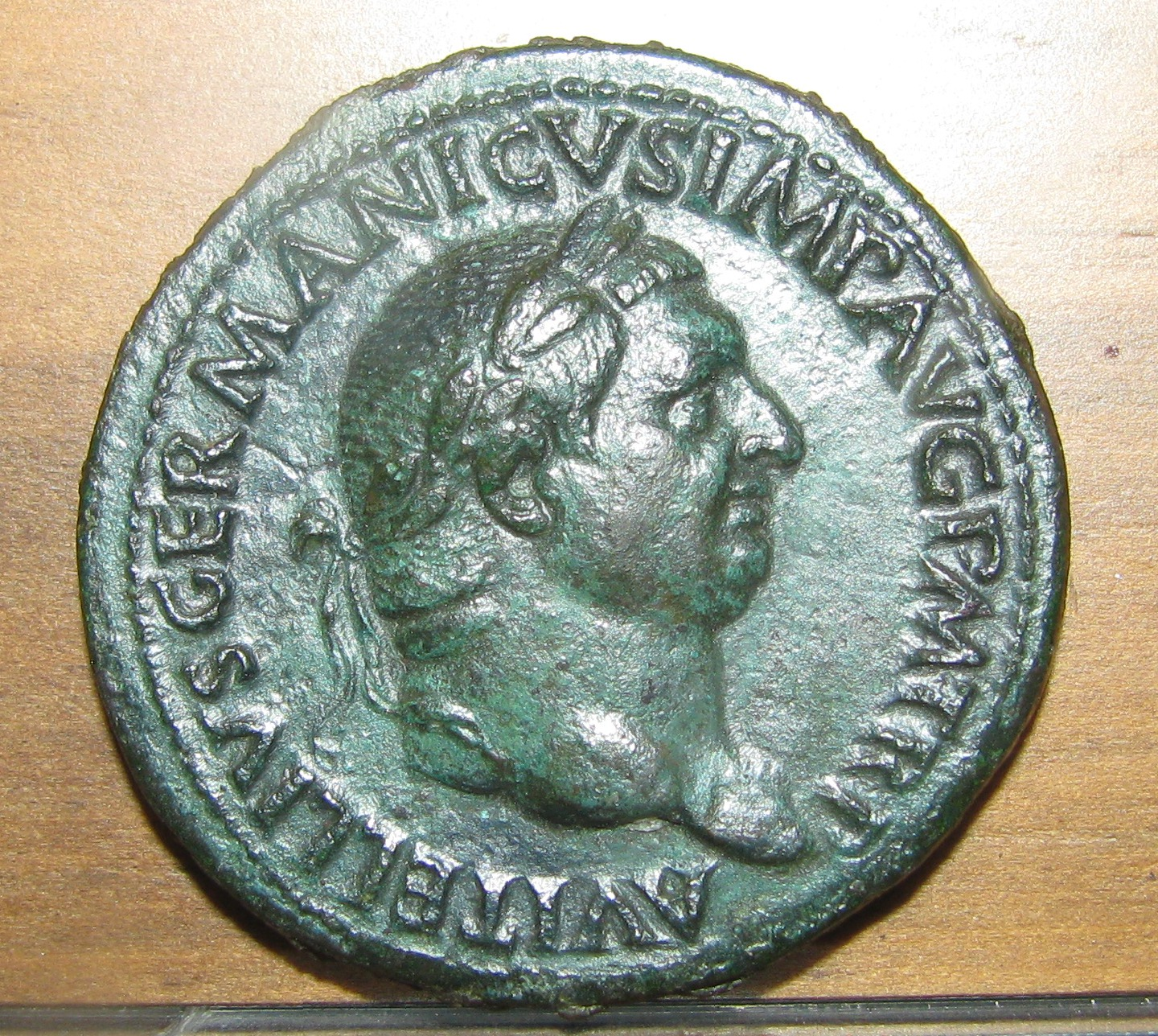
Monnaie de bronze de Vitellius (69).
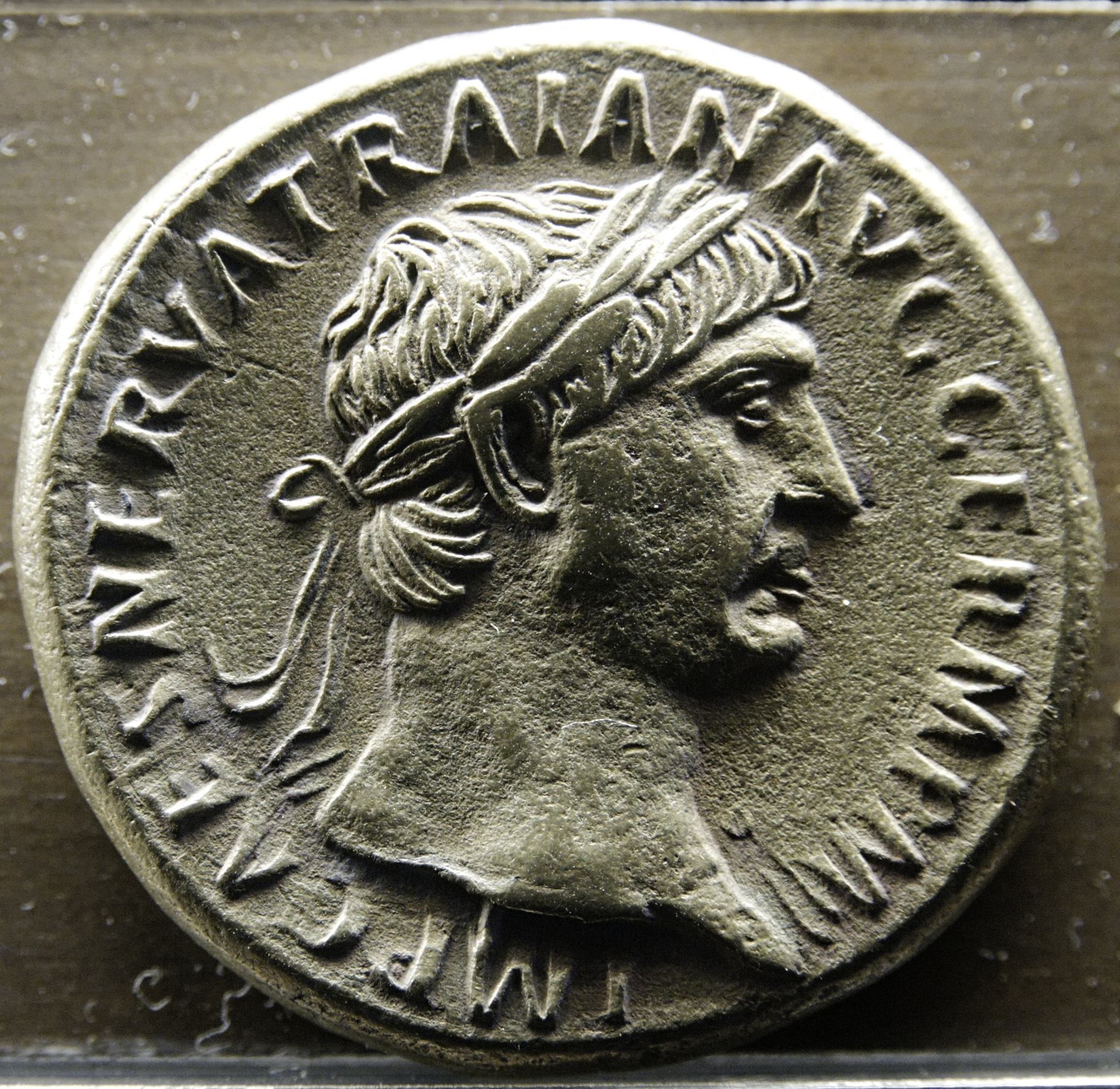
Monnaie de Trajan (98-117).
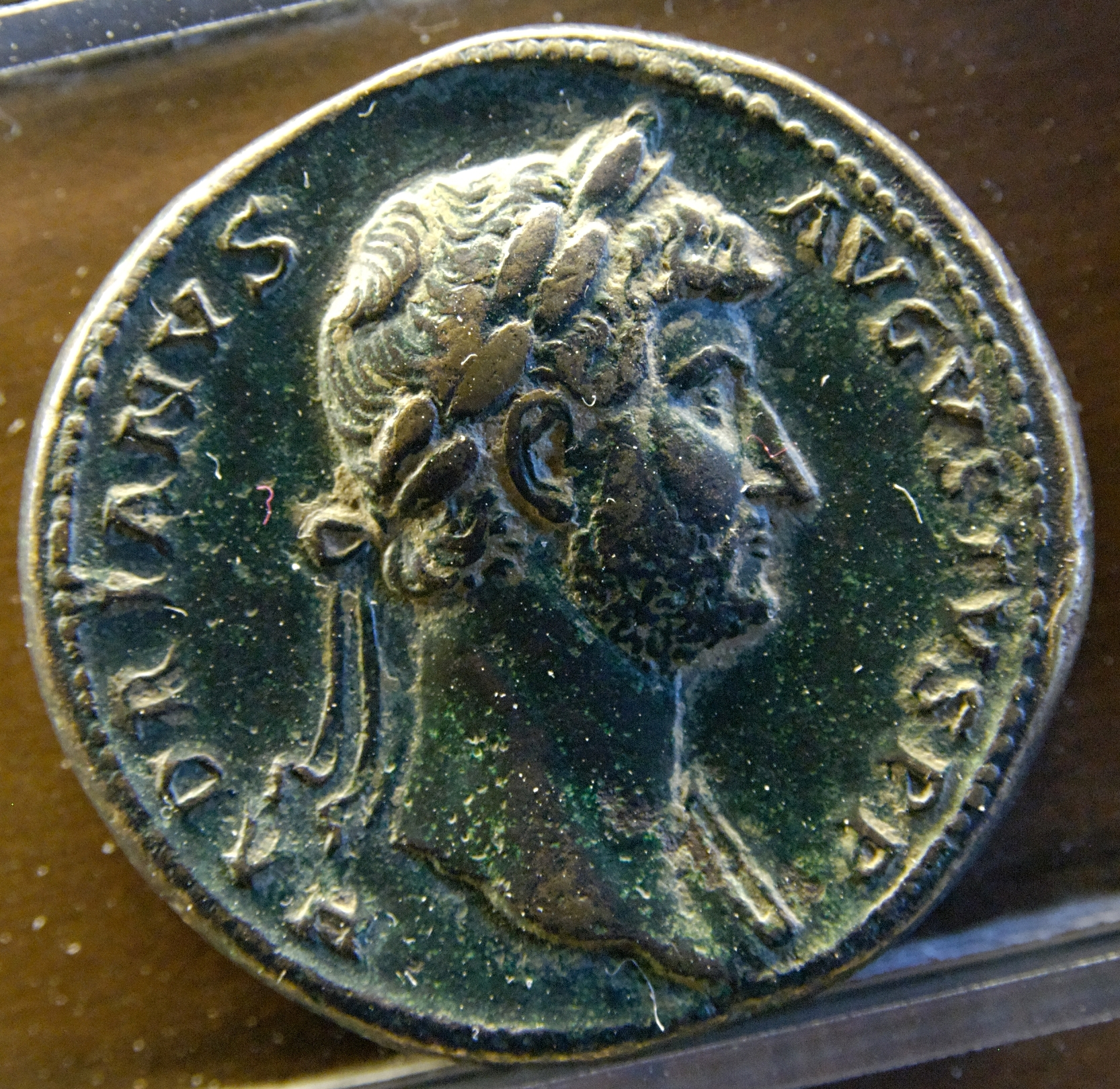
Sesterce de bronze d'Hadrien (117-138).
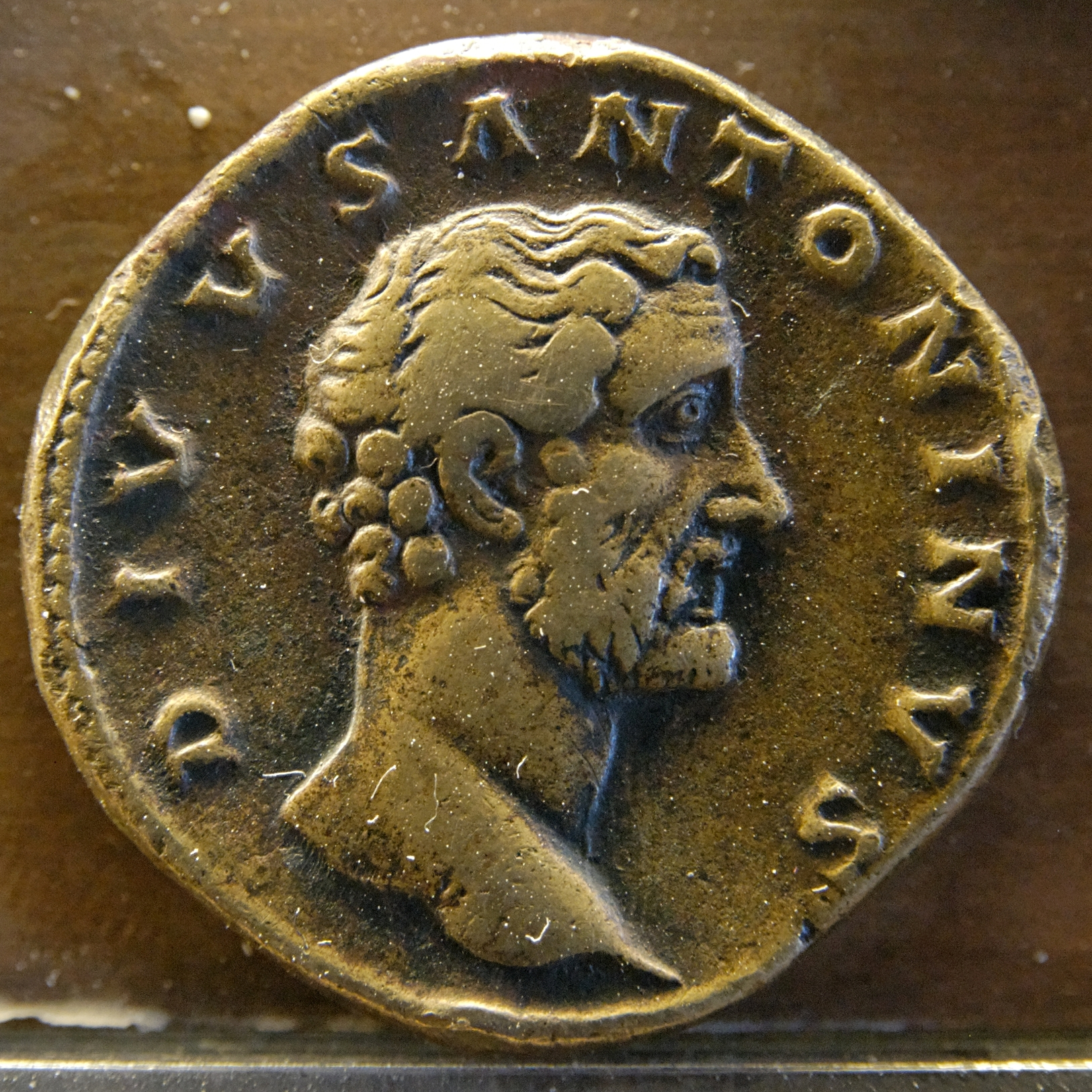
Sesterce en bronze d'Antonin le Pieux divinisé (138-161).
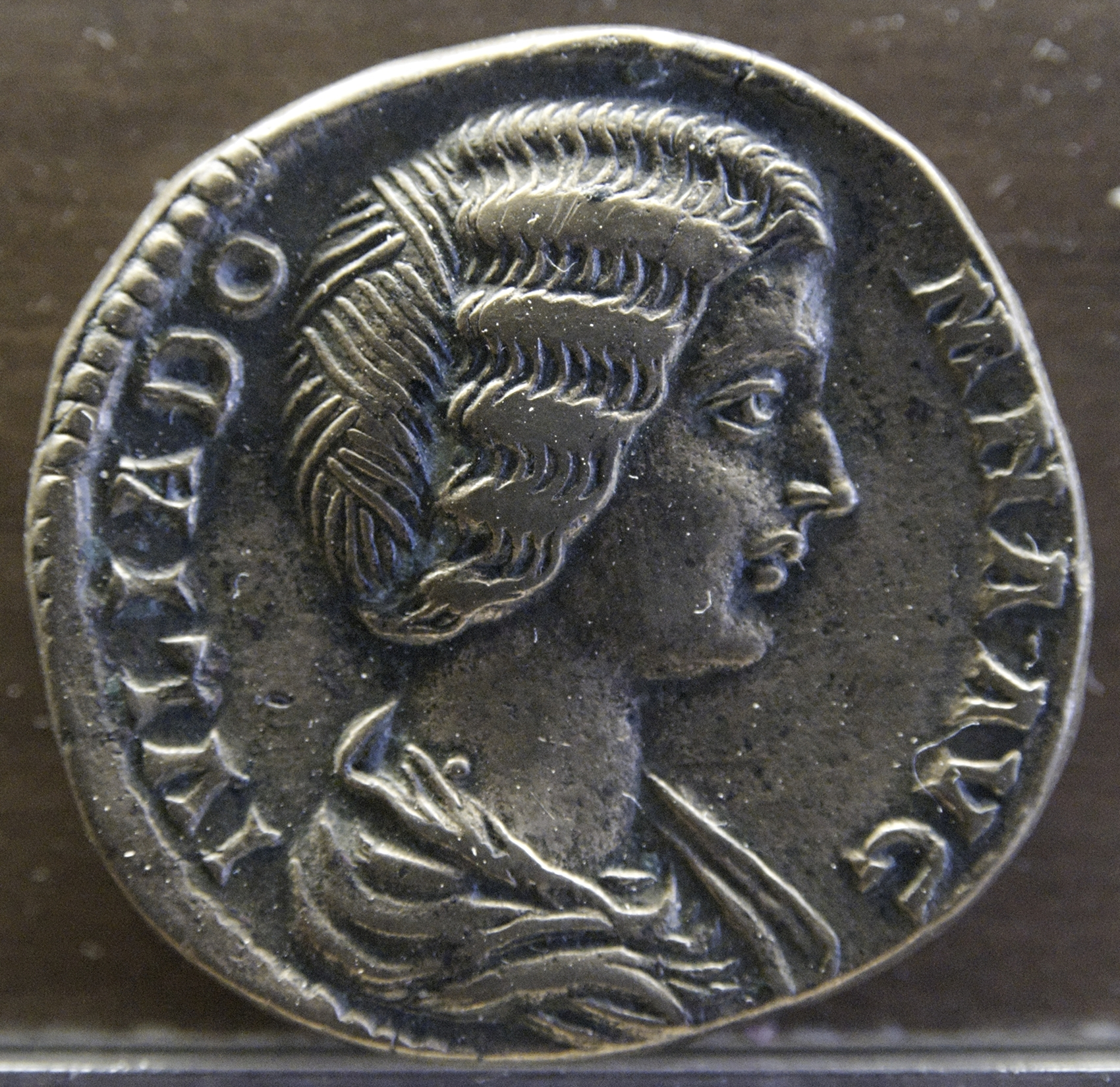
Monnaie de Julia Domna.
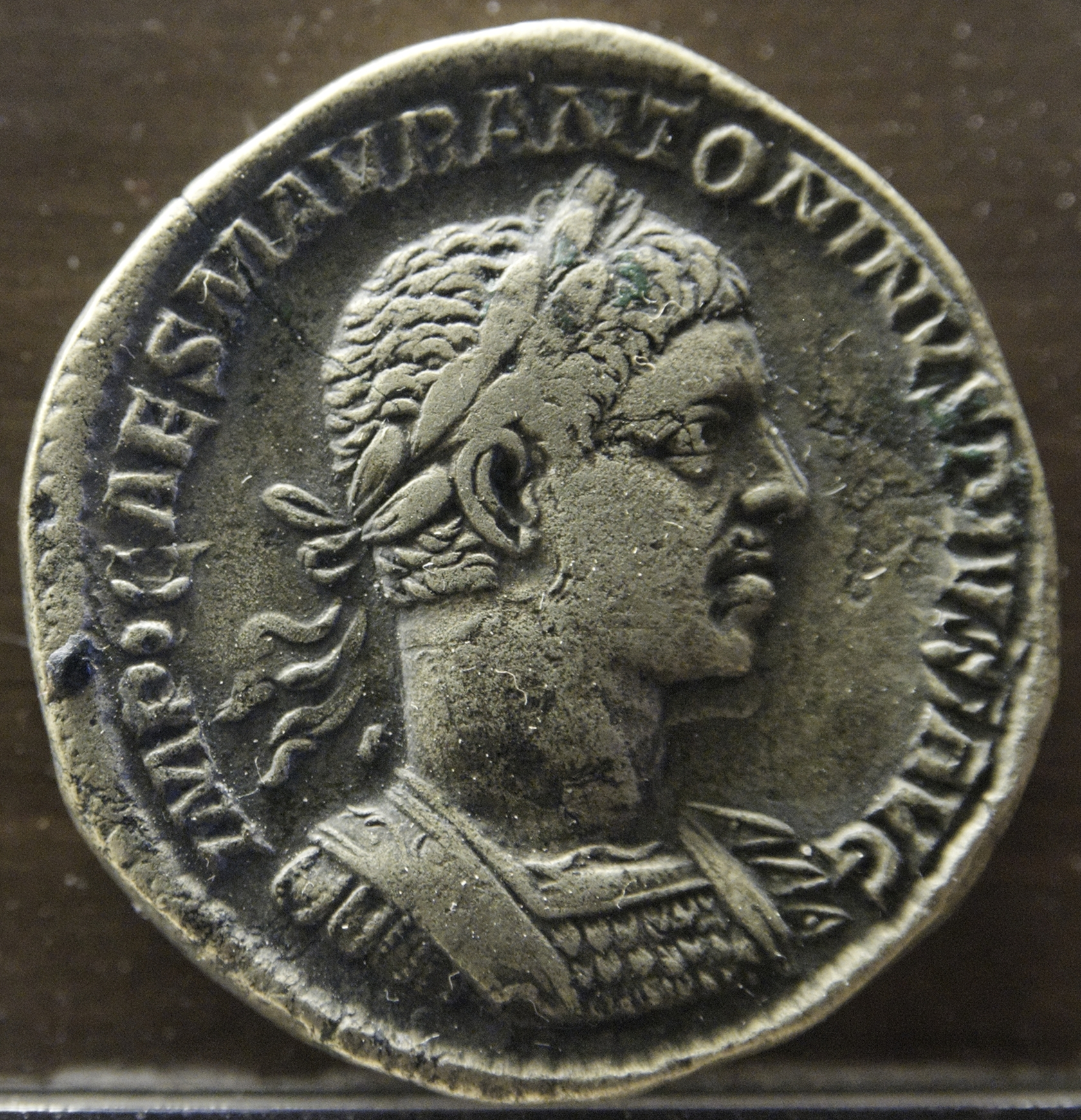
Monnaie d'Héliogabale (218-222).

### Monnaies gauloises
Selon F. Planet, le médaillier conserve en 1992 1 995 monnaies gauloises dont 152 exemplaires en or ; une sélection est présentée dans deux vitrines. Selon Brenot et Scheers, le médaillier possède en 1996 1 508 monnaies gauloises, dont 264 de Marseille et 1 244 celtiques, y compris 22 galvanoplasties.
Cet ensemble de monnaies provient de divers dons, legs et achats. En 1850, Jacques-Amédée Lambert lègue à la ville une importante collection d'objets d'art, dont 50 à 70 monnaies gauloises, l'inventaire ne permettant pas d'en connaître précisément le nombre. On sait seulement qu'il y en a 38 en argent. En 1853, Jean-Bonaventure Rougnard lègue à la ville sa bibliothèque et son médaillier, qui comprend 14 monnaies gauloises, 3 de Marseille et 11 celtiques. La première acquisition importante du musée dans ce domaine survient en 1860 par l'achat de 204 monnaies lors de la vente aux enchères de la collection F.-B. Parot. Cet achat fait entrer au musée 65 monnaies de Marseille et 139 gauloises dont 6 en or.
Mais c'est trois ans plus tard que les collections du médaillier s'enrichissent considérablement dans ce domaine, avec l'acquisition de la collection de L. de La Saussaye, qui comprend 1 183 monnaies. Sans que l'on dispose d'inventaire précis, tout laisse à penser que les monnaies celtiques forment le plus gros de l'ensemble. Le même La Saussaye offre au musée 40 monnaies du trésor Auriol en 1867. Ce qui constitue à ce jour la plus grande entrée de monnaies gauloises a nécessité 18 000 francs.
Par la suite, le musée ne fait plus d'acquisition importante dans ce domaine. Le cardinal de Bonald offre le statère de Vercingétorix, et en 1890, le musée achète un lot de la collection Charles Robert de 25 monnaies dont 20 en or. L'ultime entrée importante de monnaies gauloises au médaillier date de 1916 avec 8 monnaies donnée par A. Changarnier.
Les monnaies gauloises les plus notables du médaillier sont :
- Un statère de Vercingétorix, Gaules, milieu du Ier siècle av. J.-C. Or, ⌀ 1,9 cm. (Don du cardinal de Bonald, 1867, Inv. X 650).
Le visage imberbe aux cheveux bouclés représenté est celui d'Apollon. Il existe une vingtaine d'exemplaires répertoriés de cette monnaie[43].
Bibliographie : La Tour 3777, Depeyrot, La monnaie gauloise p. 142
- Une obole du trésor d'Auriol, Gaules, VIe siècle av. J.-C. Argent.
Cette monnaie avec au droit une lionne dévorant une proie présente sur le revers un carré en creux, typique d'une technique archaïque venue d'Asie mineure et transmise aux Celtes par les Phocéens[44].

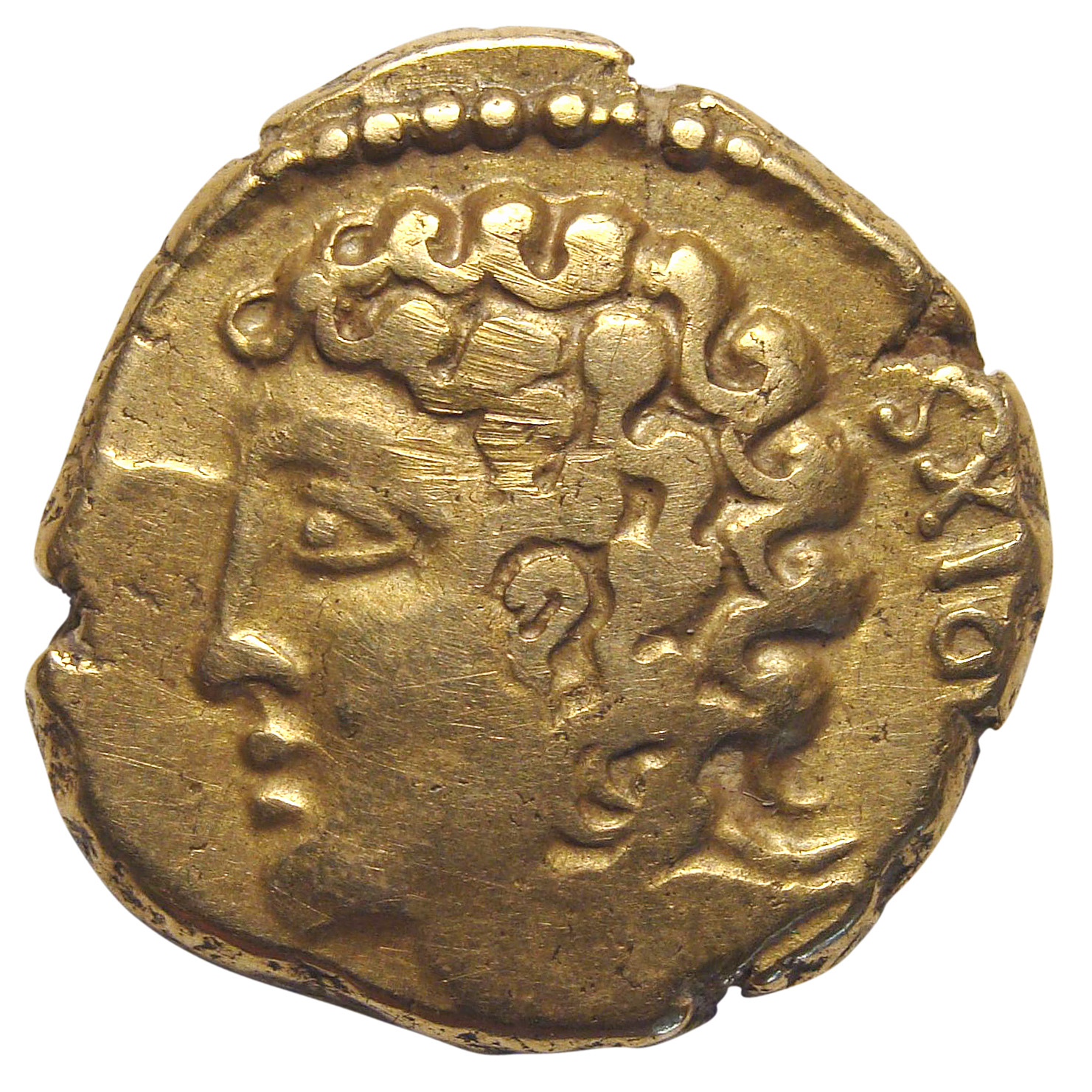
Avers d'un statère arverne en or de Vercingétorix.
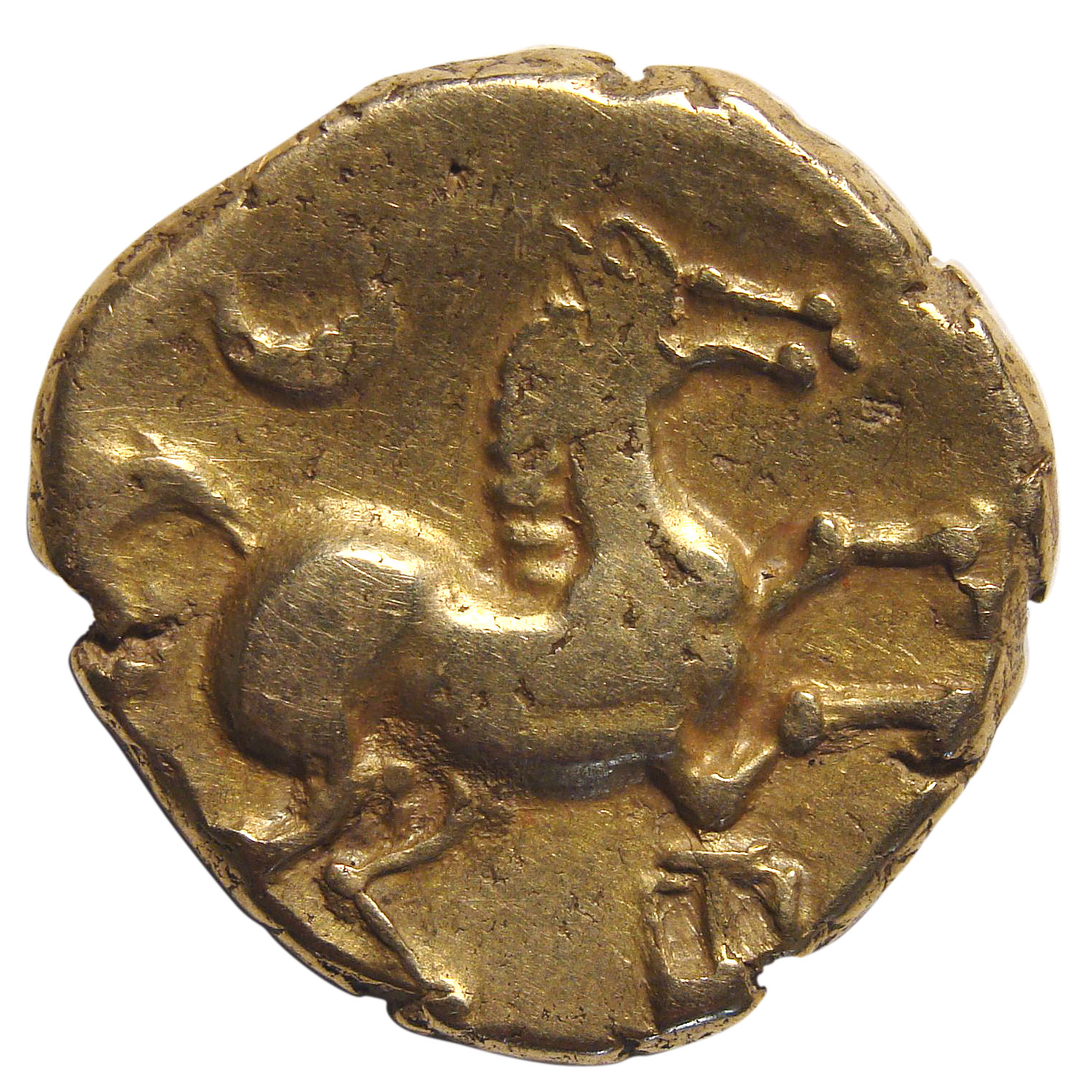
revers du statère de Vercingétorix.

### Monnaies médiévales
Le médaillier conserve en 1992 un grand ensemble de numismatique médiévale. Il est composé de :
- 191 monnaies mérovingiennes dont 133 en or
- 113 monnaies carolingiennes
- 2 585 monnaies royales postérieures dont 407 en or
- 2 438 monnaies féodales, principalement de Savoie (environ 800 pièces) et du sud-est de la France
- 747 jetons et méreaux lyonnais
- De nombreuses médailles, plaquettes artistiques, matrices, sceaux.

Le trésor des Terreaux, enfoui pendant la guerre de Cent Ans, est exposé dans une vitrine particulière, il contient 543 monnaies d'or et d'argent renfermées dans un pot en terre.
Les monnaies remarquables de cette collection sont :
- Un denier mérovingien. Vers 675, Lyon. Argent, Inv. 1999-2
Childéric II réalise une réforme monétaire abandonnant la frappe de monnaie d'or pour des deniers d'argent. Cette pièce est une des premières réalisées. L'inscription LUGDUNO DINARIO indique clairement son origine et le nom de cette monnaie, une pratique rarissime au Moyen Âge. Cette monnaie est l'un des plus anciens deniers francs connus. L'inscription au revers RAGNOALDO M(onetarius) donne le nom de celui qui a conduit la frappe : Ragnoaldus. Le seul autre exemplaire connu de ce denier est conservé au cabinet des médailles de la BNF.

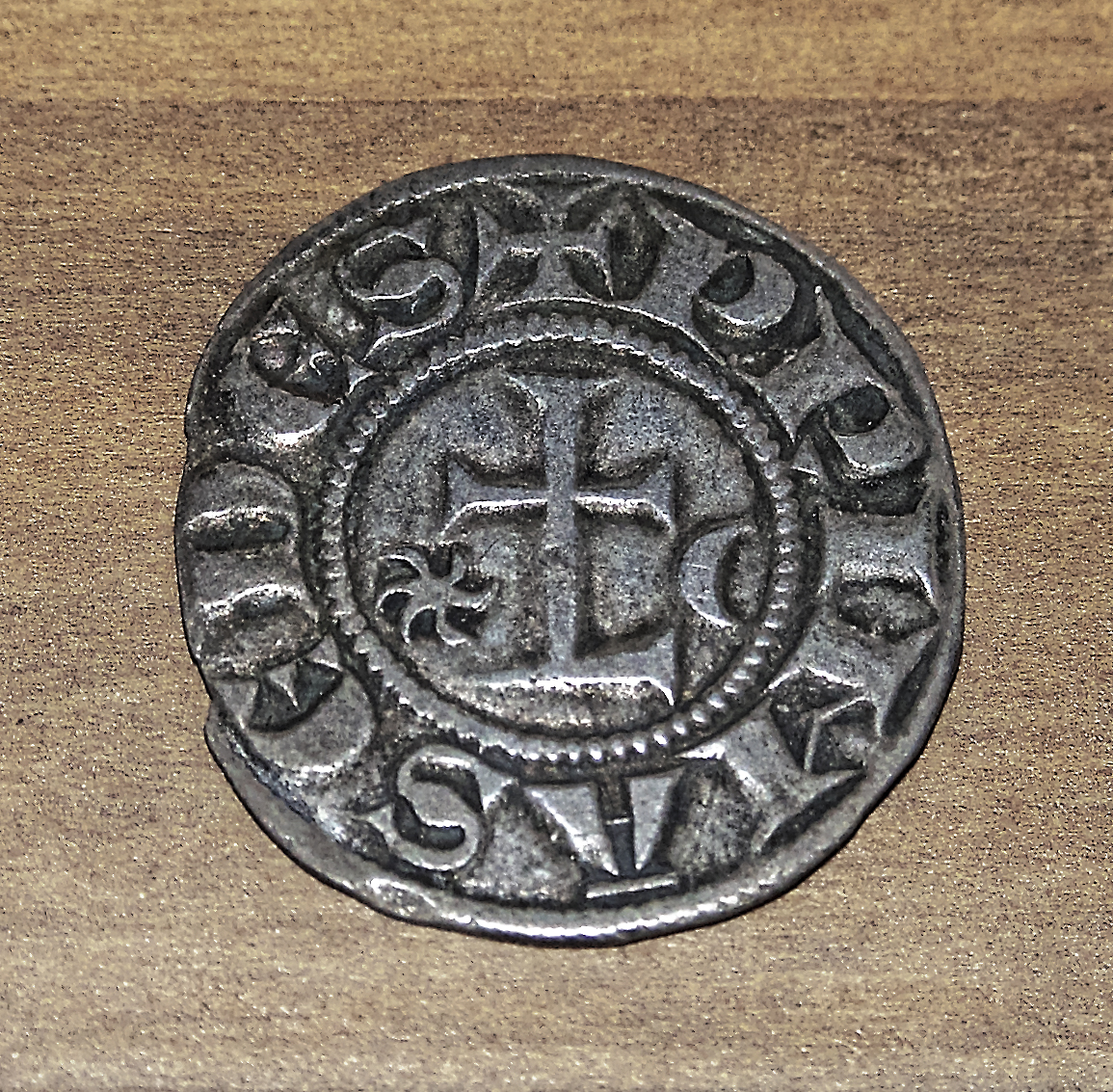
Fort lyonnais, monnaie anonyme frappée pour le compte de l'église de Lyon, archevêque et chapitre de chanoines entre le XIe et le XIVe siècle.
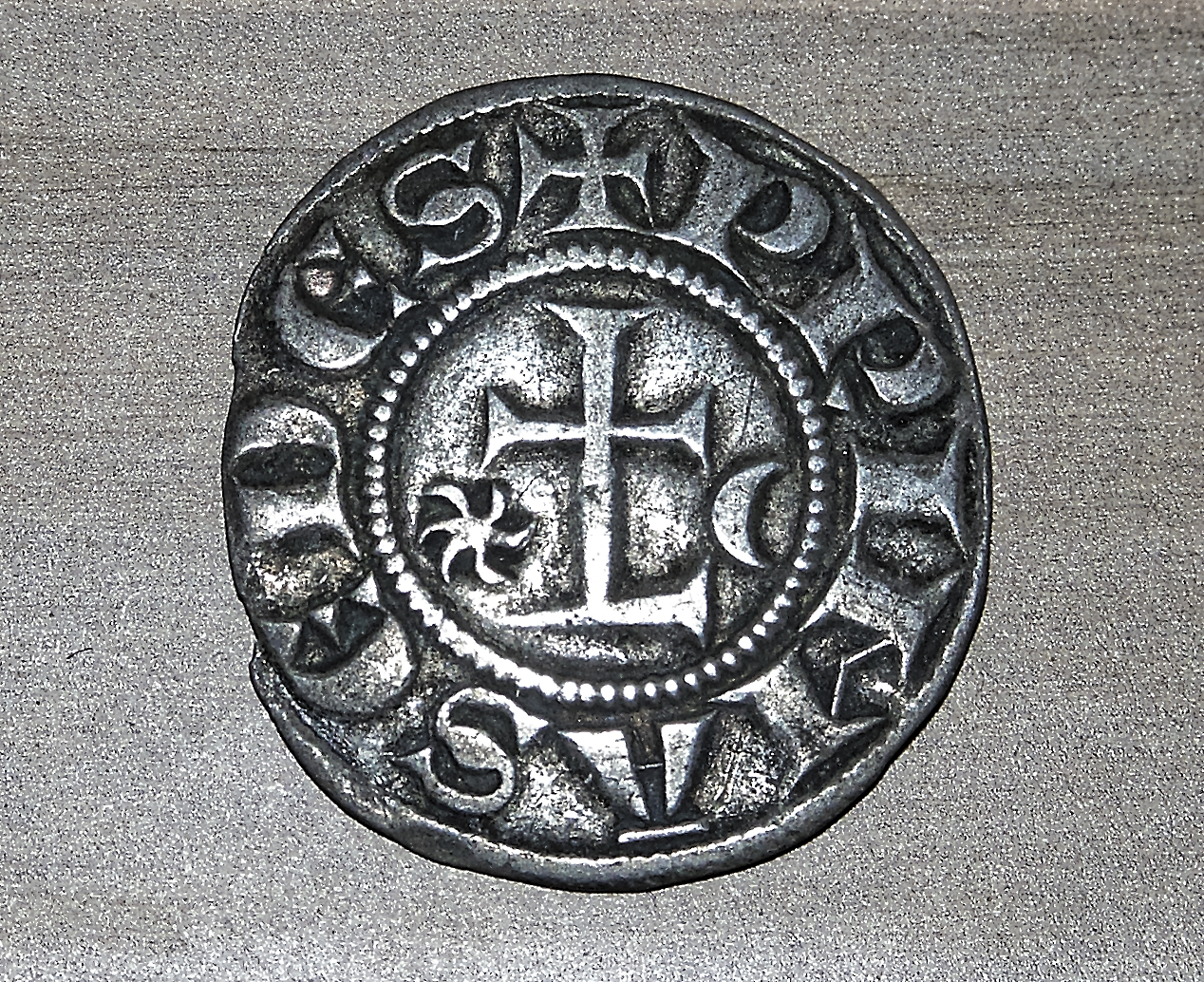
Autre monnaie similaire.
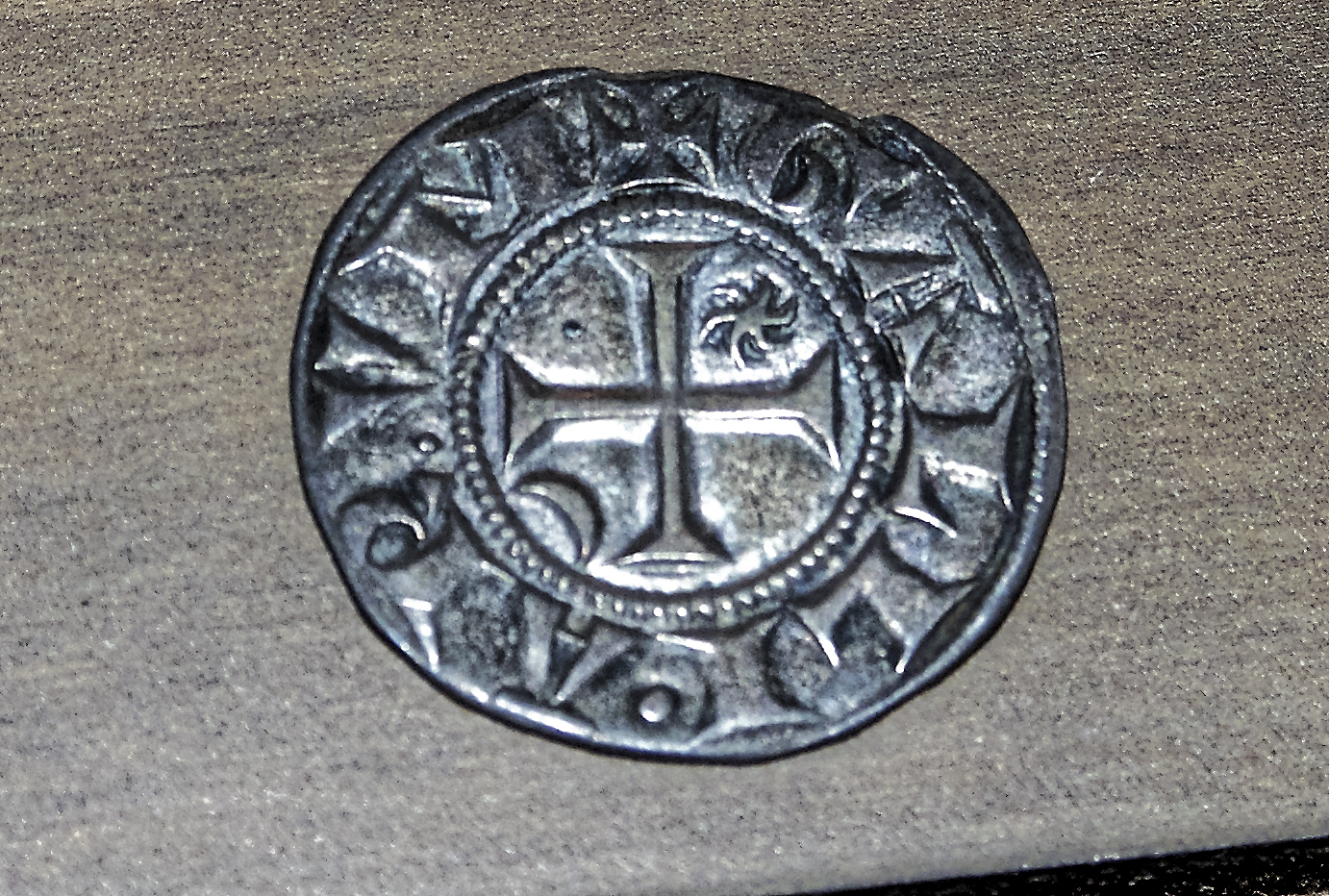
Autre monnaie similaire.
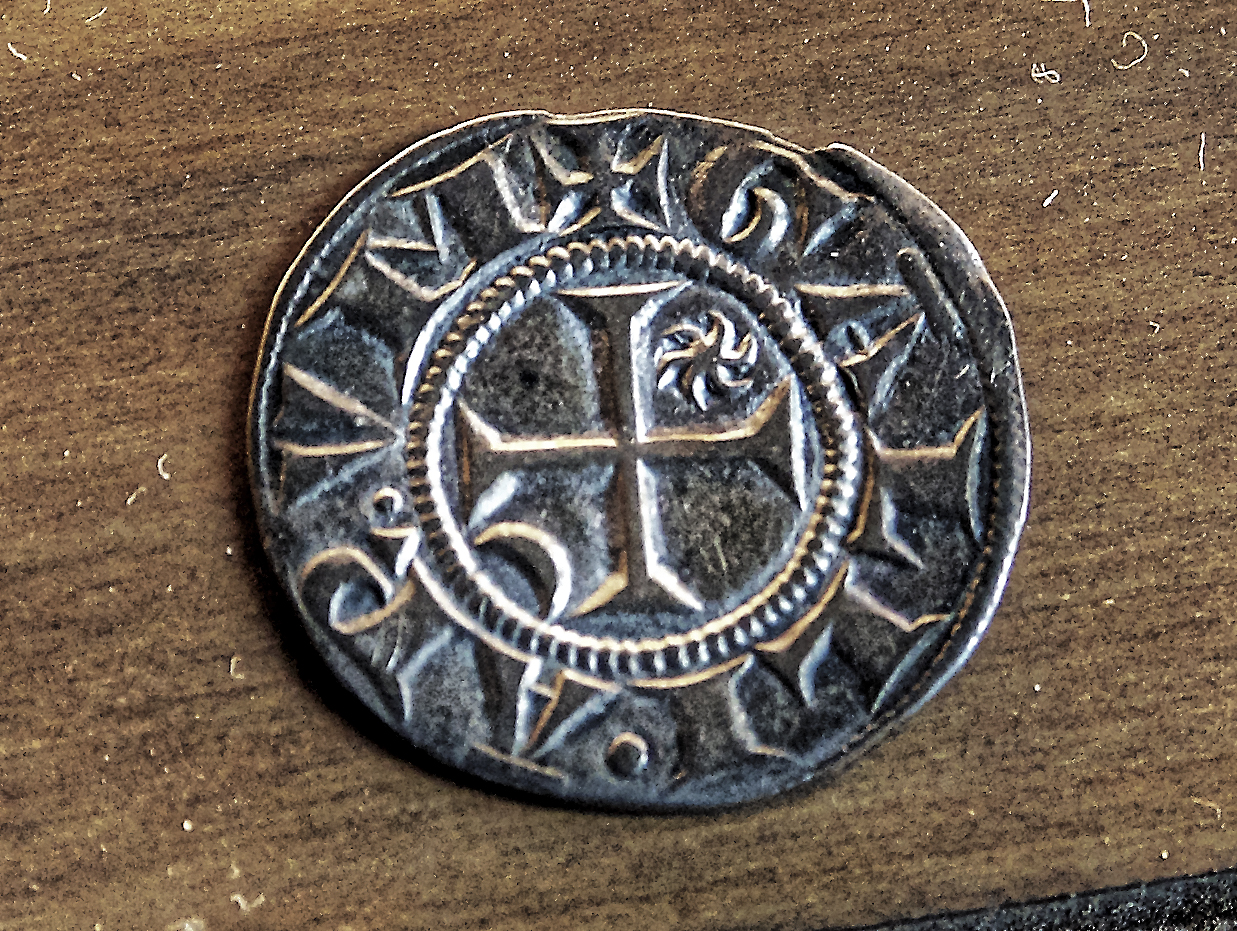
Autre monnaie similaire.
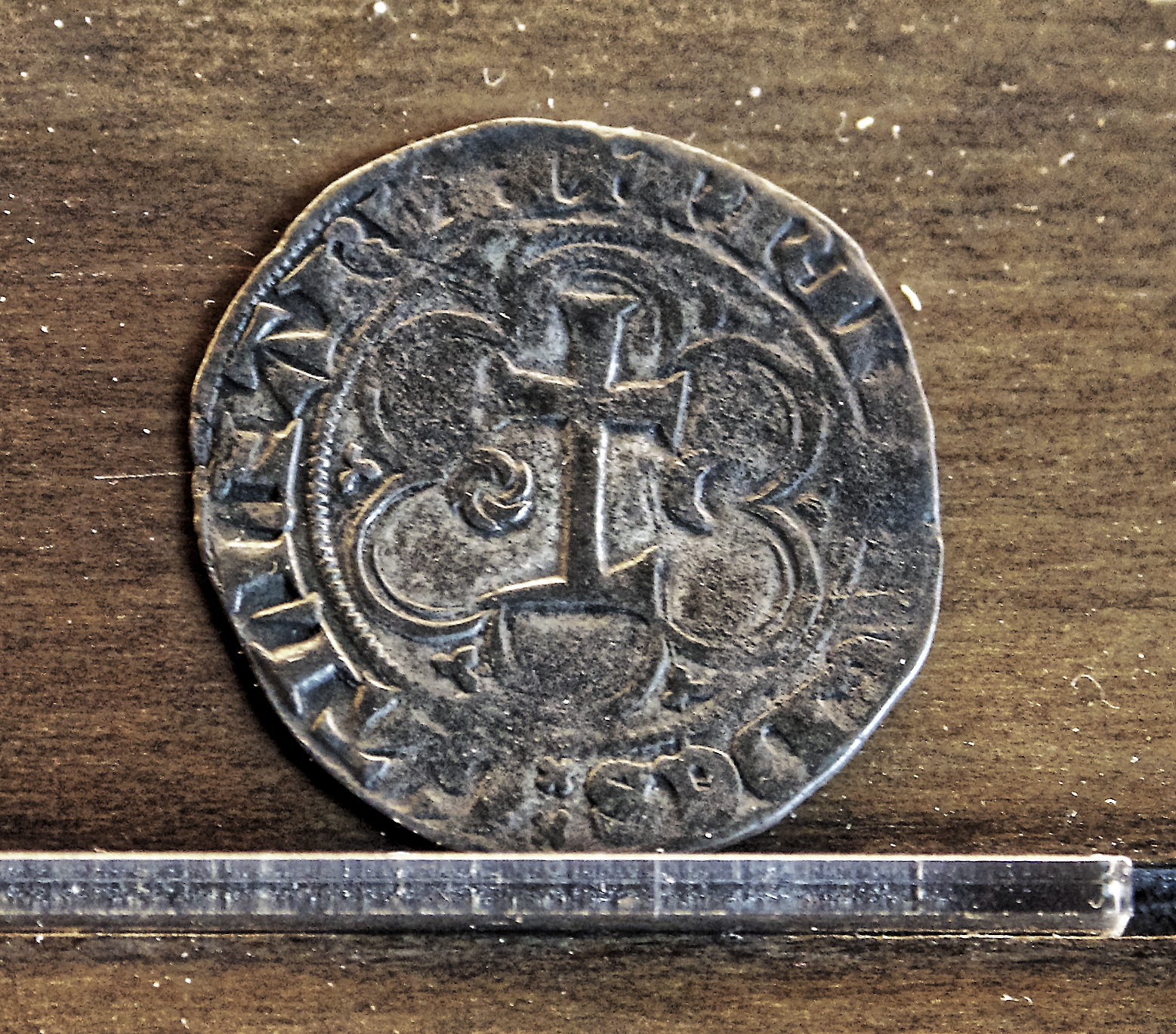
Autre monnaie similaire.

### Monnaies de l'époque moderne
Le médaillier conserve un certain nombre de monnaies témoignant de la réapparition du portrait sur les pièces à la Renaissance ; nommées « teston » de l'italien testa, tête. Les collections du musée possèdent :
- Un teston de Galeazzo Sforza, duc de Milan, ville d'où est partie cette pratique
- Un teston de Louis XII, qui l'a reprise lorsqu'il est devenu duc de Milan
- Un teston de Louis XII en tant que roi de France, lorsqu'il a importé le portrait monétaire en France.
- Un teston de François Ier, qui reprend et poursuit cette pratique.

### Médailles
Le médaillier conserve en 1992 un grand ensemble de 940 médailles, dont 170 du XVe   au   XVIIIe siècle.
Les médailles les plus notables du médaillier sont :
- La Médaille de Jean VIII Paléologue, Ferrare ou Florence, 1438-1439 ou peu avant. Bronze, ⌀ 10,10 cm (Inv. Méd. ital. 5)
Cette médaille est la première de la carrière de Pisanello, commandée par le pape Eugène IV pour l'empereur Jean VIII de Byzance dans le cadre de relations diplomatiques lors des conciles de 1438-1439 à Florence et Ferrare. Cette médaille est l'une des premières qui inaugure ce nouvel art au sein de la Renaissance italienne.
Au droit, l'empereur est représenté de profil selon la tradition du portrait byzantin, et coiffé d'un surprenant couvre-chef. La légende en grec énumère ses titres et pouvoirs.
Au revers, Jean VIII est à cheval dans des montagnes devant un petit tabernacle, tandis qu'un page à cheval s'éloigne. Cette face contient une signature en grec et latin[47].
- La médaille de Louis XII et d'Anne de Bretagne, Lyon, 1499. Bronze fondu, ⌀ 11,25 cm. (mode et date d'entrée inconnus).
- Henri IV et Marie de Médicis, France, Guillaume Dupré, 1605. Grande fonte originale en bronze, ⌀ 19,45 cm. (Legs Jacques-Antoine Lambert, 1850, Inv. L 334).
« La composition de l'avers est saisissante. Henri IV nous regarde et nous sentons la douceur et la force du roi »[48]
- La médaille de la ville d'Avignon, France, 1564. Or, ⌀ 2,2 cm. (Mode et date d'entrée inconnus).
- Amphitrite, France, Louis Muller, vers 1932. Grande fonte originale en bronze, 13 × 24 cm. (Don de Solange Muller, Inv. 2005-34).
- La Médaille de Thomas Gadagne, Lyon, 1523. Bronze, ⌀ 10,30 cm. (Legs Jacques Amédée Lambert, 1850, Inv. Méd. Ly. 15)
Cette médaille est commandée par Thomas Gadagne à l'occasion de la fondation de la chapelle des Gadagne à Notre-Dame de Confort, l'église de la nation florentine de Lyon, où il reposera avec son épouse Perronette buatier, lyonnaise. La grande influence italienne et la richesse de la ville permettent l'éclosion d'une importante corporation d'orfèvres ; les médailles lyonnaises sont les plus anciennes de France. Celle-ci a été attribuée à Jacques Gauvin[49].
Sur l'avers est représenté son profil, en buste à mi-corps. L'inscription qui entoure le portrait dit, en latin, « De Guadagni, citoyen de Florence ». Il est représenté le « Profil régulier, un peu épaissi par l'âge, aux lèvres minces, au nez légèrement busqué. Le banquier, imberbe, à la chevelure mi-longue, est coiffé du bonnet à la mode du temps. Mine grave d'un homme mûr, chargé d'ans et d'honneurs. On est frappé par l'élégante simplicité de l'exécution. L'artiste subit l'influence d'un certain purisme classique qui triomphe alors. »
Sur l'envers, un texte en typographie à l'antique dit, en latin : « Noble Thomas de Gadagne, citoyen de Florence, conseiller et maître d'hôtel du Très chrétien François Ier, roi de France et duc de Milan, a ordonné cette chapelle l'an du seigneur 1523 »[50].
- La Médaille de Barthélémy Panciatichi, 1517
Plus connu en France sous le nom de Panchati, il arrive à Lyon en 1502 et devient l'un des plus grands épiciers de la ville. La médaille commémore la fondation de sa chapelle à Notre-Dame de Confort en 1517.
Sur l'avers, il est représenté de profil, à chevelure longue et portant un bonnet apprécié par Louis XII.
Sur le revers est apposé son blason. Entourant les deux faces de la pièce, le texte indique la fondation de la chapelle. L'écu représenté sur cette médaille montre le blason des Panciatichi, sur lequel est ajouté un besant avec trois fleurs de lys et « LX ». LX fait référence au pape Léon X, fidèle allié de François Ier. Le besant fleurdelysé rappelle que Louis XI a donné l'autorisation aux Médicis de porter ses armes. Cette médaille nous indique donc que Barthélémy Panciatichi est suffisamment proche de Léon X pour avoir eu le droit à cet honneur[50].
Bibliographie supplémentaire : (it) Federica Carta, « La cappella Panciatichi in Notre-Dame de Confort à Lione », Prospettiva, nos 159-160,‎ luglio-ottobre 2015, p. 163-173
- La médaille d'Anne de Bretagne et du dauphin Charles Orland, Vienne, 1494, Argent coulé, ciselé et doré, diamètre 7,4 cm ; (acquisition : coll. Pichon, vente Paris 1897, no 309 ; Inv. 368)[51]
Cette médaille a été fondue à Vienne lors du séjour du nouveau seigneur du Dauphiné le dauphin Orland et de sa mère Anne de Bretagne. Elle a été exposée à Paris en 1953.
Droit : Sur un fond composé de Lys et d'hermines, la reine trône sur une banquette à l'image d'une Vierge en majesté. Elle tient un sceptre d'une main et le dauphin de l'autre. Le dauphin porte un petit dauphin qui est comme une broche sur le corsage de la reine. L'inscription ET NOVA PROGENIS CELO DIMITTUR ALTO « Déjà une nouvelle race est envoyée au ciel », est un vers de Virgile dans Bucoliques, IV, 7. Cette référence fréquemment employée en référence à la venue du Sauveur accentue l'assimilation de la reine à la Vierge.
Revers : L'écu du dauphin accosté de deux dauphins suspendu à un orme. VIENNE CIVITAS SANCTA MARTIRUM SANGUINE DEDICATA « Vienne, ville sainte consacrée par le sang des martyrs »[52].

### Sceaux et bijoux
Les collections lyonnaises sont riches de nombreuses gemmes antiques et modernes, associées ou non à des bijoux. Certaines pièces sont connues textuellement depuis des siècles, telles les camées de Constant, décrites dès 1612. Une autre, l'intaille figurant Appolon et Marsyas, a été acquise par Laurent de Médicis qui l'a fait reproduire en sceau conservée par le médaillier lyonnais et aurait été le bijou représenté par Botticelli sur l'un des tableaux de Simonetta Vespucci.
Parmi les sceaux et bijoux les plus notables se trouvent :
- Une intaille figurant Apollon et Marsyas, Rome, troisième quart du Ier siècle av. J.-C. Améthyste, 2,44 x 2,17 × 0,62 cm. (Acquis en 1844, Inv. A 1636).
Ce bijou pourrait avoir été réalisé par le même graveur que le sceau de Néron[46].
- Le Sceau d'Humbert de Baugé ou Sceau d'Humbert d'Autun, France, milieu du XIIe siècle. Bronze, 7,5 × 3,5 cm. (Trouvé dans la Saône, près du pont Tilsitt, acquis peu avant 1855, Inv. S83).
Cette pièce est typique des sceaux épiscopaux médiévaux avec l'évêque représenté « nu-tête, vêtu d'une longue chasuble et du pallium ; assis sur un trône, il tient la crosse d'une main et bénit de l'autre ». La dédicace est également stéréotypée avec le mot sigillum suivi du nom de l'évêque et de l'archevêché. Cela permet de reconnaître Humbert de Baugé, prélat à Autun de 1140 à 1148 puis à Lyon de 1148 à 1153[53].
- Des boucles d'oreilles dites de la Vénus de Milo, Asie mineure, époque hellénistique. Or, ⌀ 1,5 cm environ. (Proviennent du cabinet Artaud, acquises du duc de Rivière, 1835, Inv. A 1496-7).
La légende veut que ces boucles d'oreilles seraient celles de la Vénus de Milo[46].
- Le Grand camée de Constant, Italie, milieu du IVe - début du XIIIe siècle. Sardonyx, 9,6 x 5,5 × 1,5 cm. (Provient de la croix de procession de Saint-André-le-Bas, détruite en 1793 ; il est ensuite passé par les collections Schneyder et Artaud, acquis en 1835, Inv. A 1553).
Ce camée est identifié dès 1612 dans la croix de procession de l'abbaye de Saint-André-le-Bas[46].
- Le camée de saint Nicolas, Byzance, fin du Xe - début du XIe siècle. Jaspe sanguin, 5,8 x 4,4 × 1,2 cm , monture moderne en argent doré. (même provenance que le grand camée de Constant, Inv. A 1549).
- Le médaillon à l'effigie de Constantin Ier le grand, Lyon, 336 ap. J.-C. Argent, ⌀ 3,8 cm. (Provient de la collection Montagu, 1896, no 851)
- Sceau de la ville de Lyon, 1320
Ce sceau représente la ville de Lyon et le pont sur la Saône.

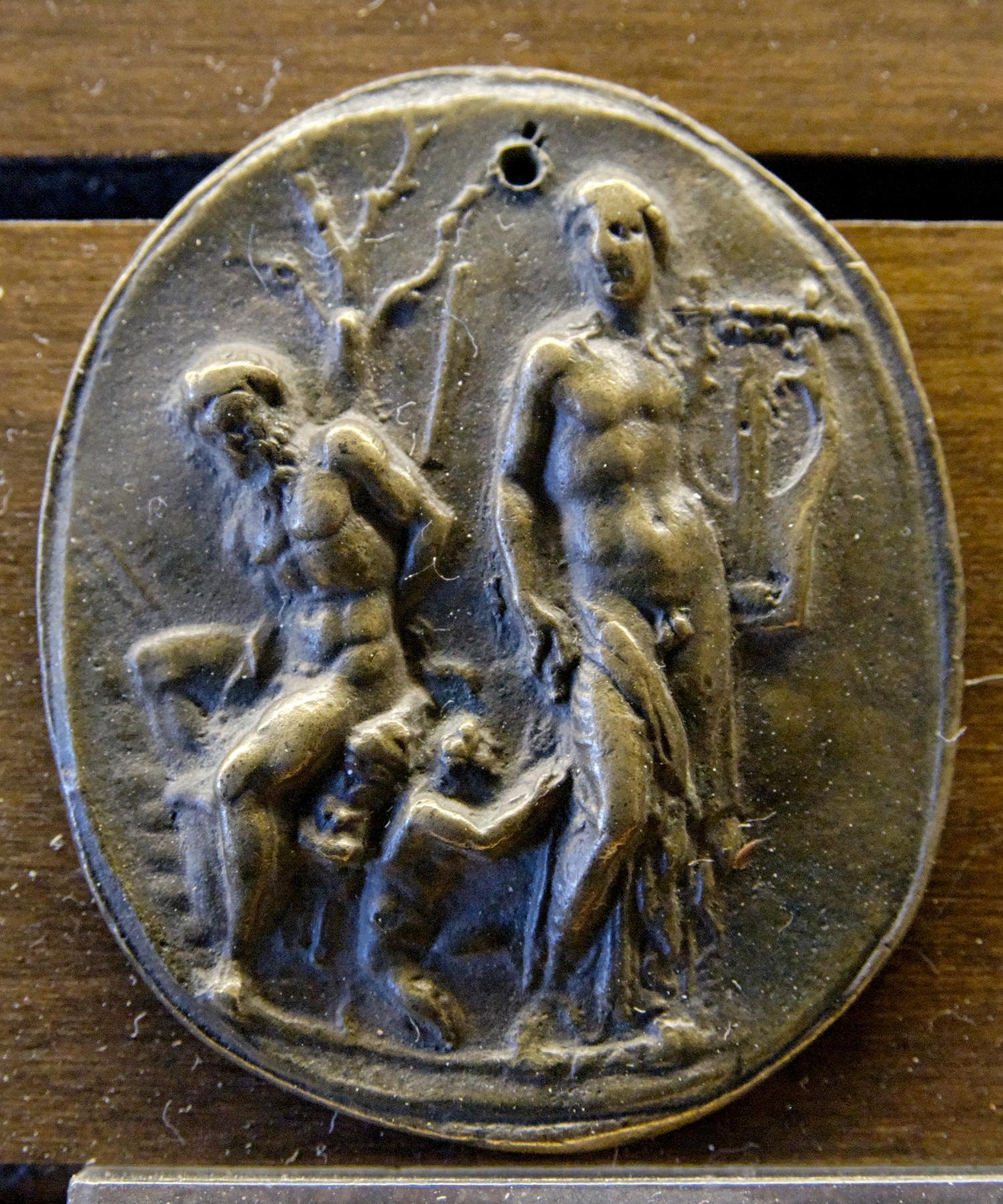
Apollon et Marsyas. Médaille de Laurent de Médicis, plaquette en bronze coulé.
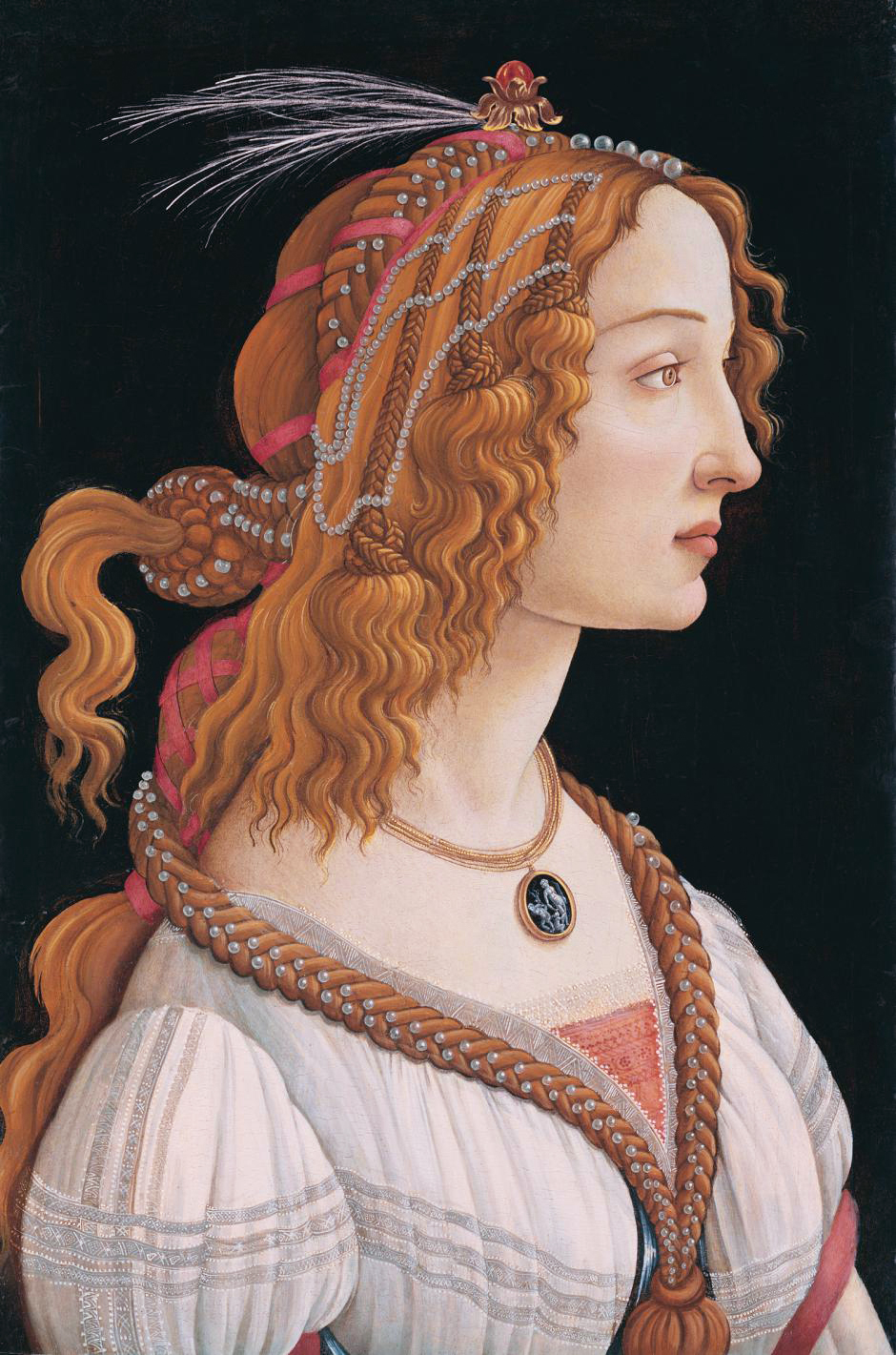
Portrait de Simonetta Vespucci de Botticelli, 1480-1485, Musée Städel ; sur lequel le peintre aurait reproduit le bijou de Laurent de Médicis.

### Autres collections
Le médaillier conserve également : 
- 1087 monnaies de l'atelier de Lyon, dont la production s'étend du VIe siècle à sa fermeture par Napoléon III.
- 3221 monnaies étrangères datant du Moyen Âge à nos jours, dont de grands ensembles suisses et italiens.
- Quelques poids antiques en plomb, originaires de la Méditerranée orientale[54].

## Salle
La salle actuelle du médaillier a été aménagée par René Dardel en 1838.
Une série de bustes orne la salle :
- Comte Albert-Magdelaine-Claude de Lezay-Marnésia, Préfet du Rhône de 1817 à 1820, par Jean-François Legendre-Héral
- Ennemond Eynard, médecin, chimiste et mécanicien par Jean-François Legendre-Héral
- Jean-Emmanuel Gilibert, médecin et botaniste, par Jean-François Legendre-Héral
- Ludovic Penin, graveur-médailleur et éditeur de médailles, par Joseph-Hugues Fabisch
- Jean-Jacques de Boissieu, dessinateur, graveur et peintre français, par Joseph-Hugues Fabisch
- Le Baron de Castel-Bajeac, par Clémence Sophie de Sermézy
- Jean-Baptiste Dugas-Montbel, helléniste et homme politique français, connu pour ses traductions des œuvres d'Homère, par Clémence Sophie de Sermézy
- François Artaud, archéologue et premier conservateur du musée de Lyon, par Clémence Sophie de Sermézy
- Sébastien Des Guidi, comte médecin et introducteur de l'homéopathie France, par Louis Auguste Roubaud
- Jacques-Germain Soufflot (1713-1781), architecte, par Jean-Jacques Elshoecht
- Camille Jordan, homme politique et écrivain, par Arthur Guillot

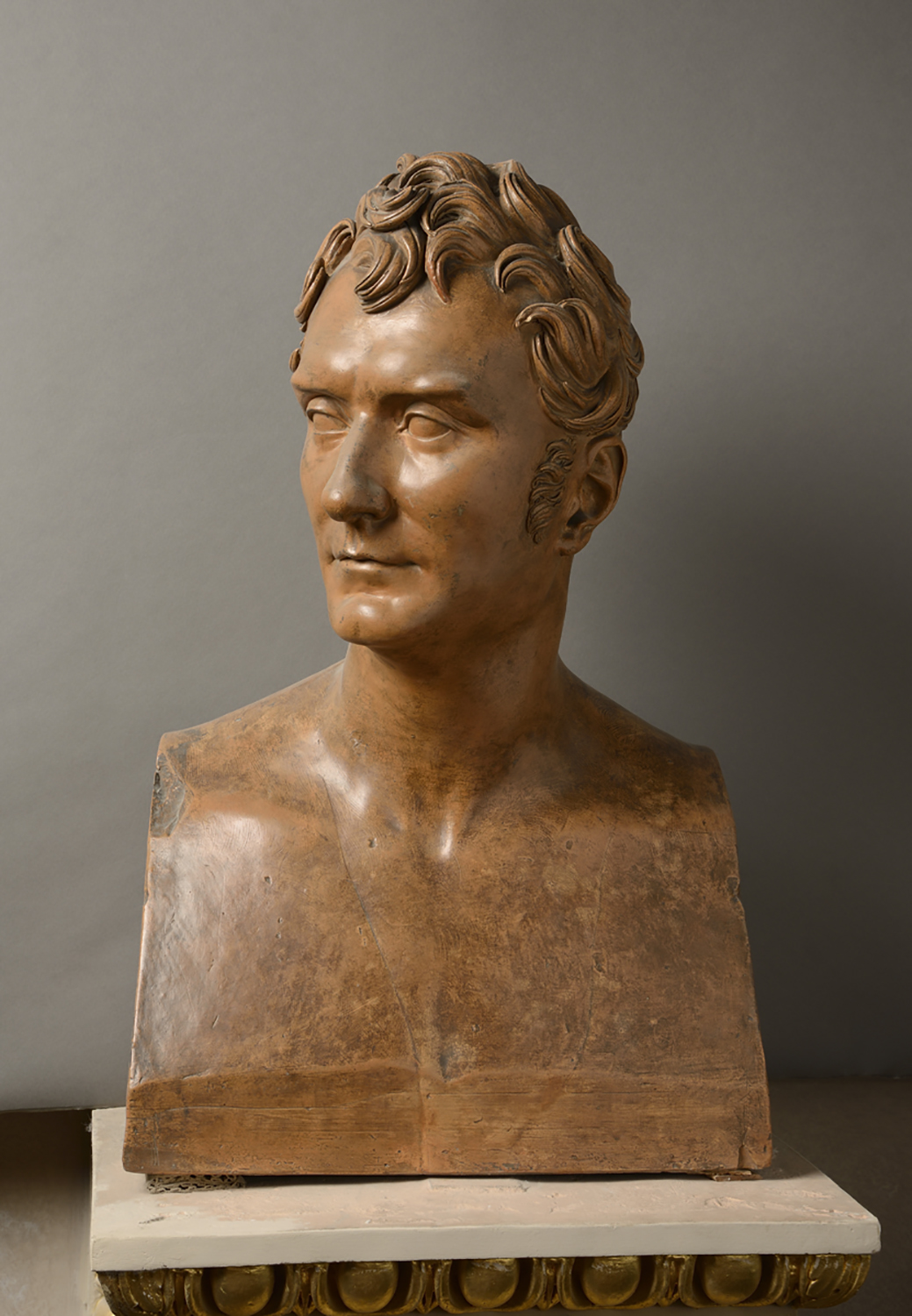
Comte Albert-Magdelaine-Claude de Lezay-Marnésia, par Jean-François Legendre-Héral
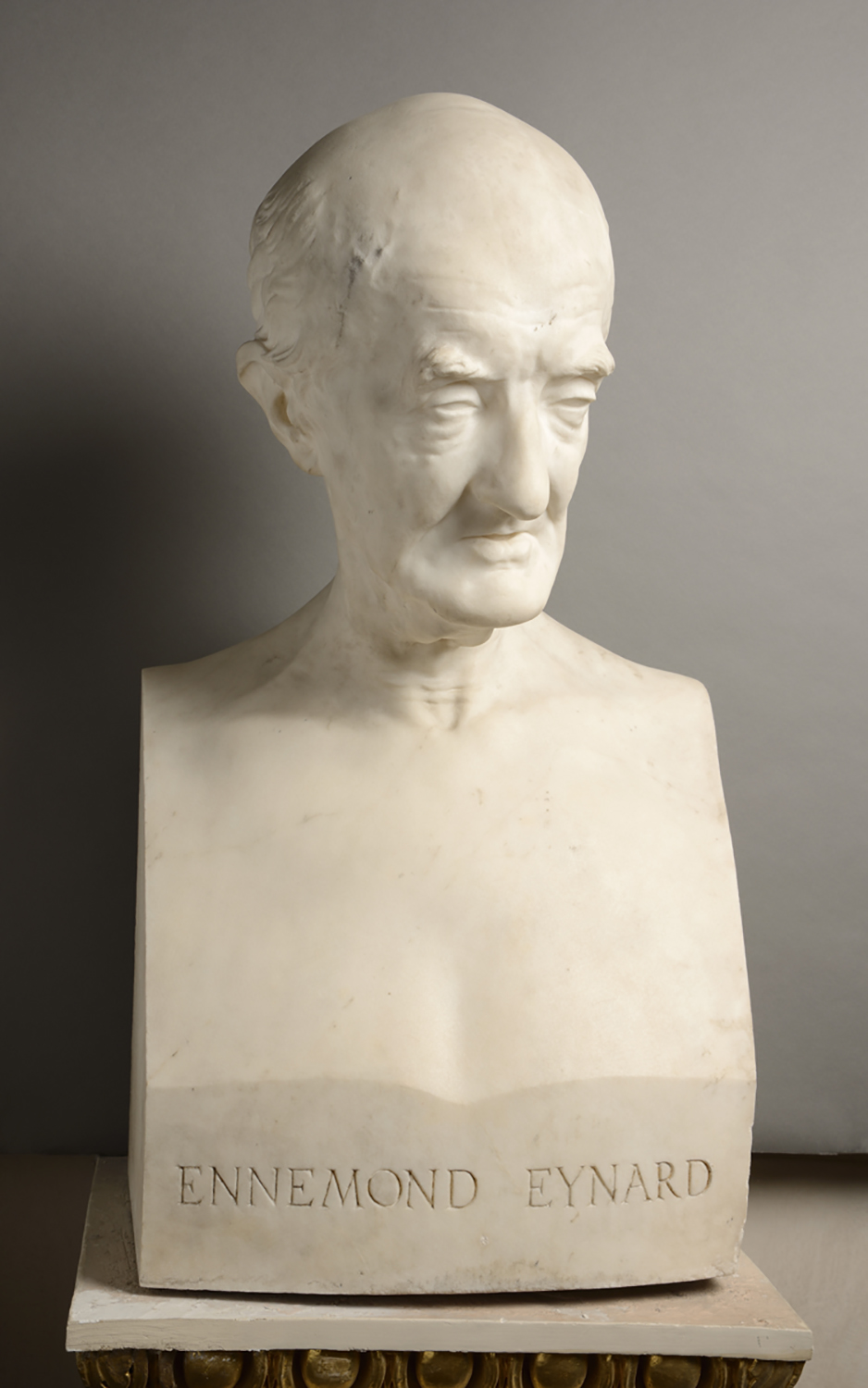
Ennemond Eynard, par Jean-François Legendre-Héral
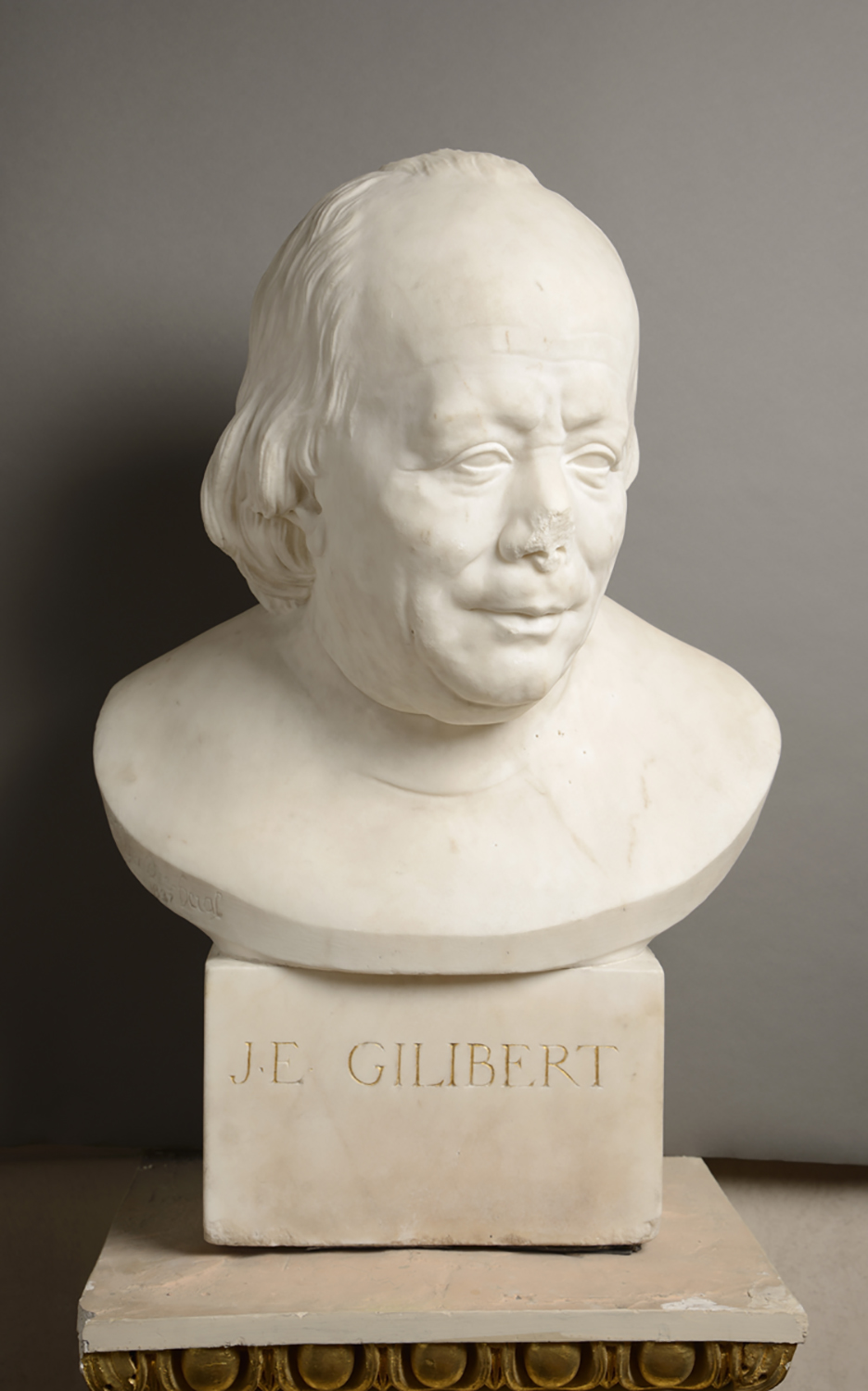
Jean-Emmanuel Gilibert, par Jean-François Legendre-Héral
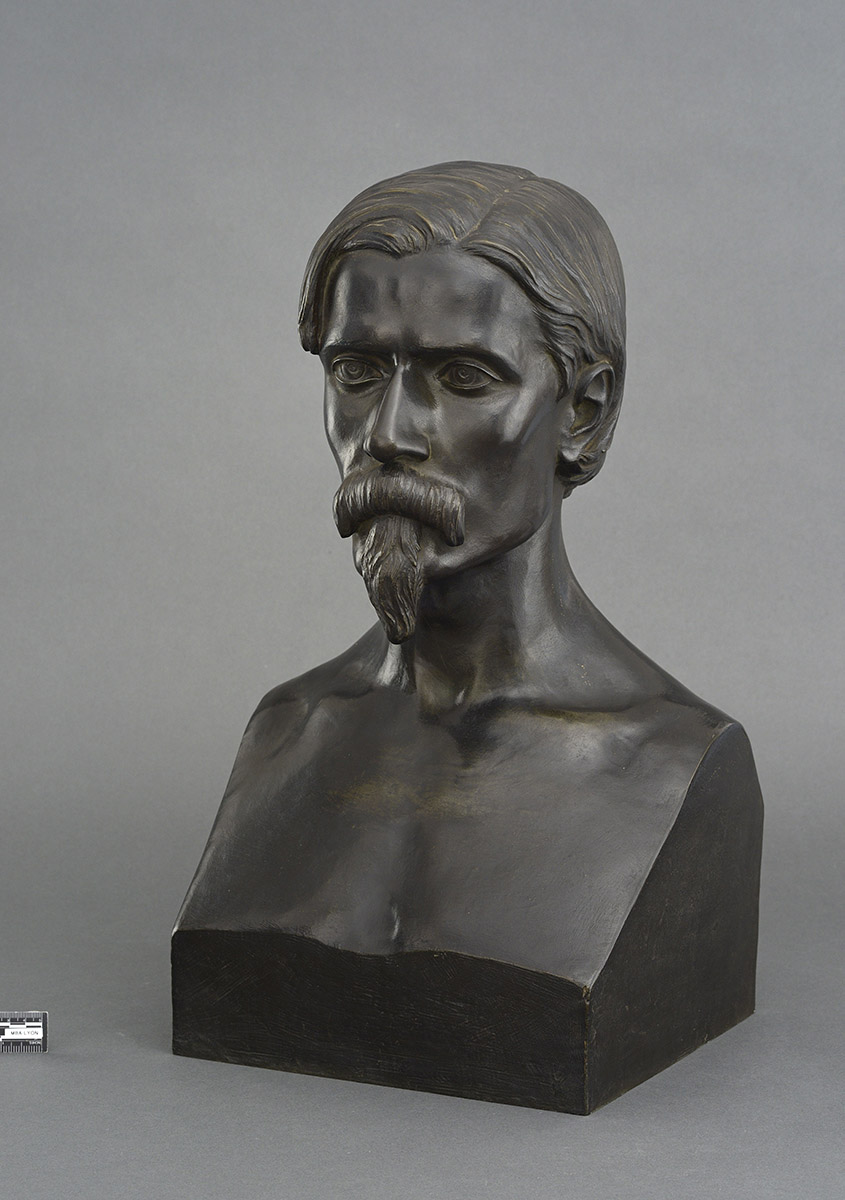
Ludovic Penin, par Joseph-Hugues Fabisch
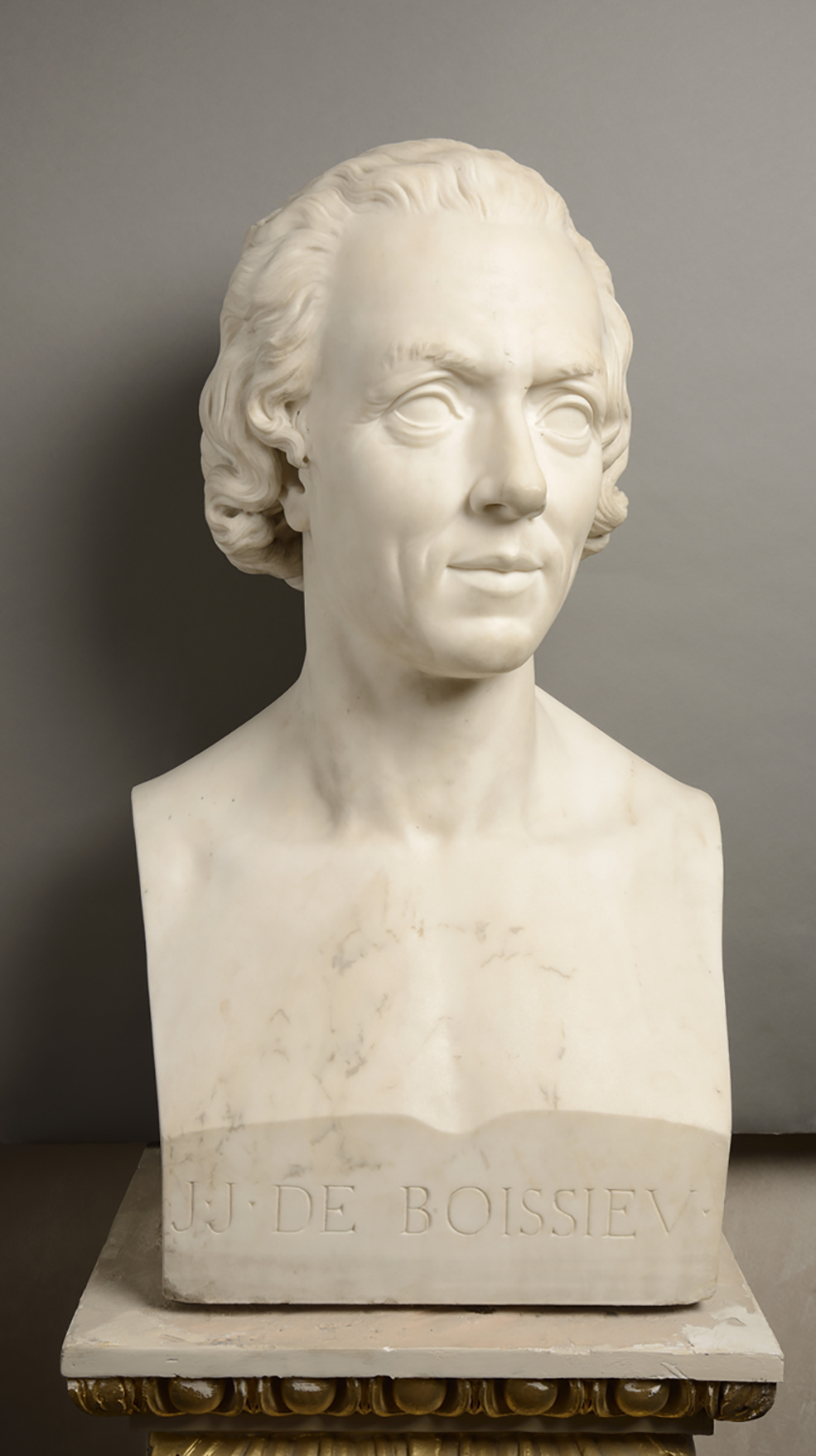
Jean-Jacques de Boissieu, par Joseph-Hugues Fabisch
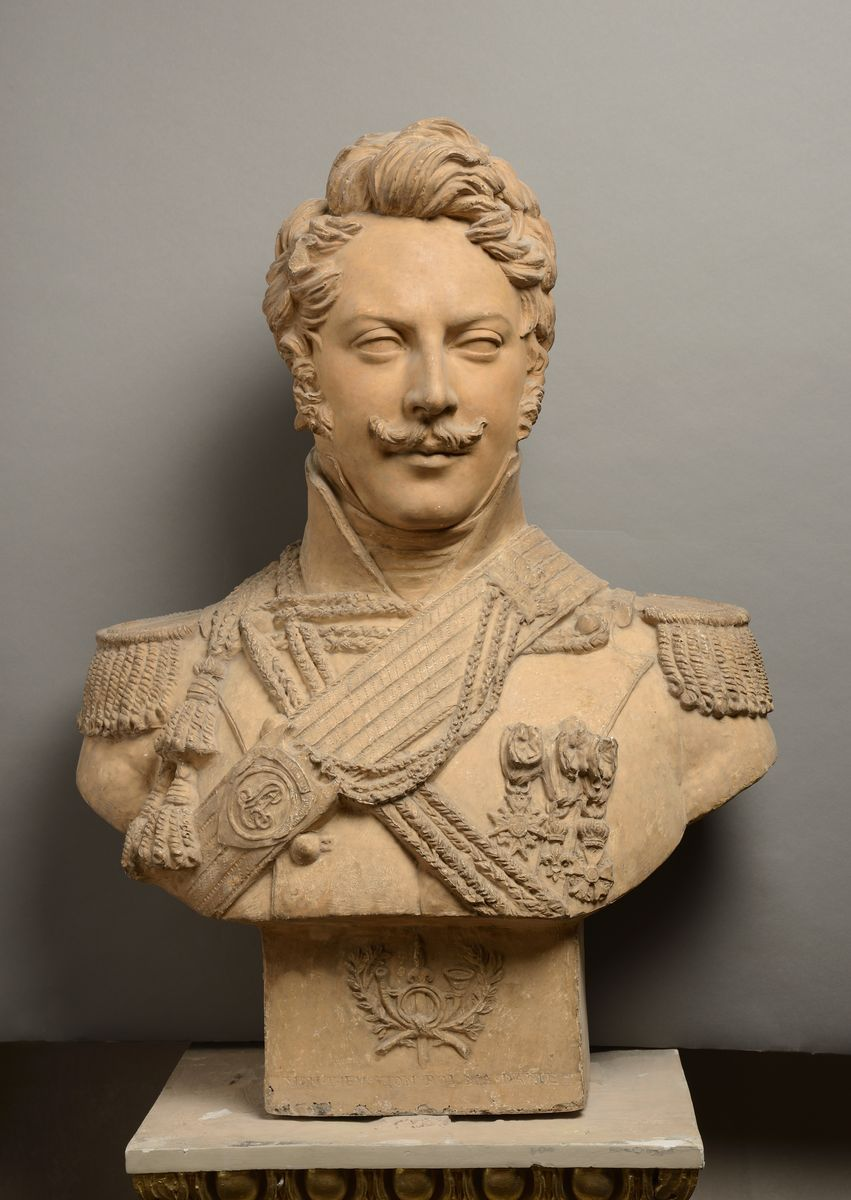
Le Baron de Castel-Bajeac, par Clémence Sophie de Sermézy
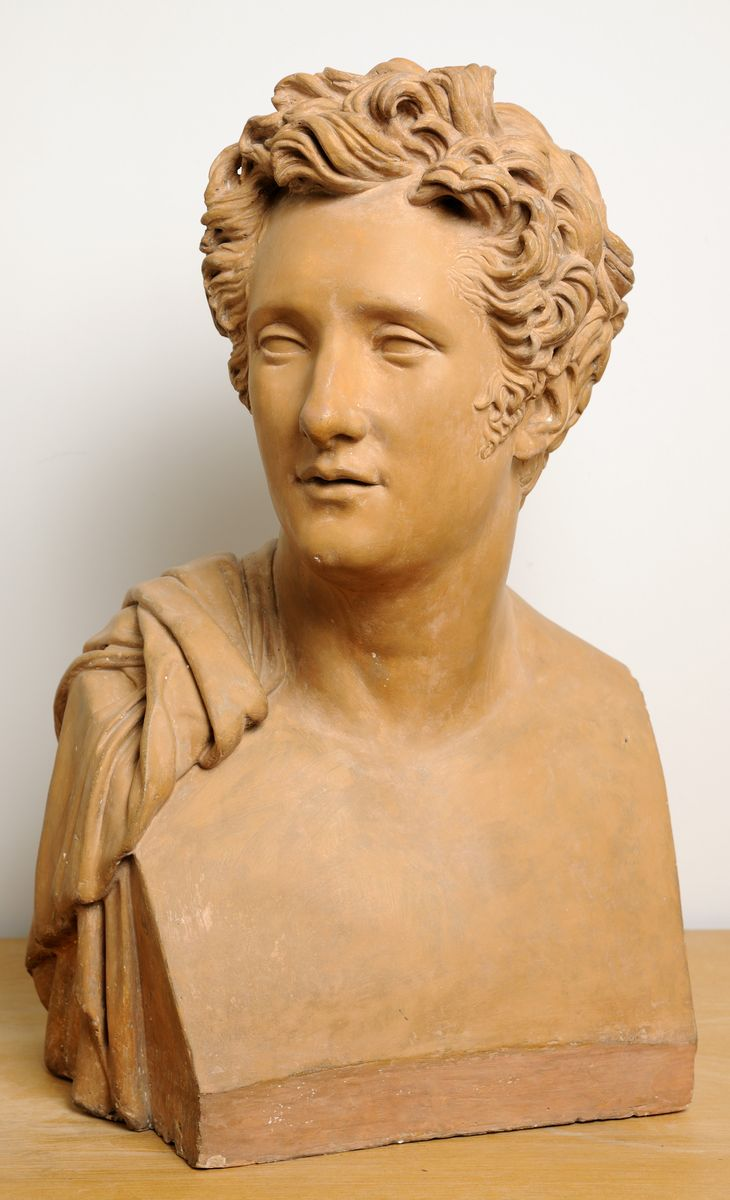
Jean-Baptiste Dugas-Montbel, par Clémence Sophie de Sermézy
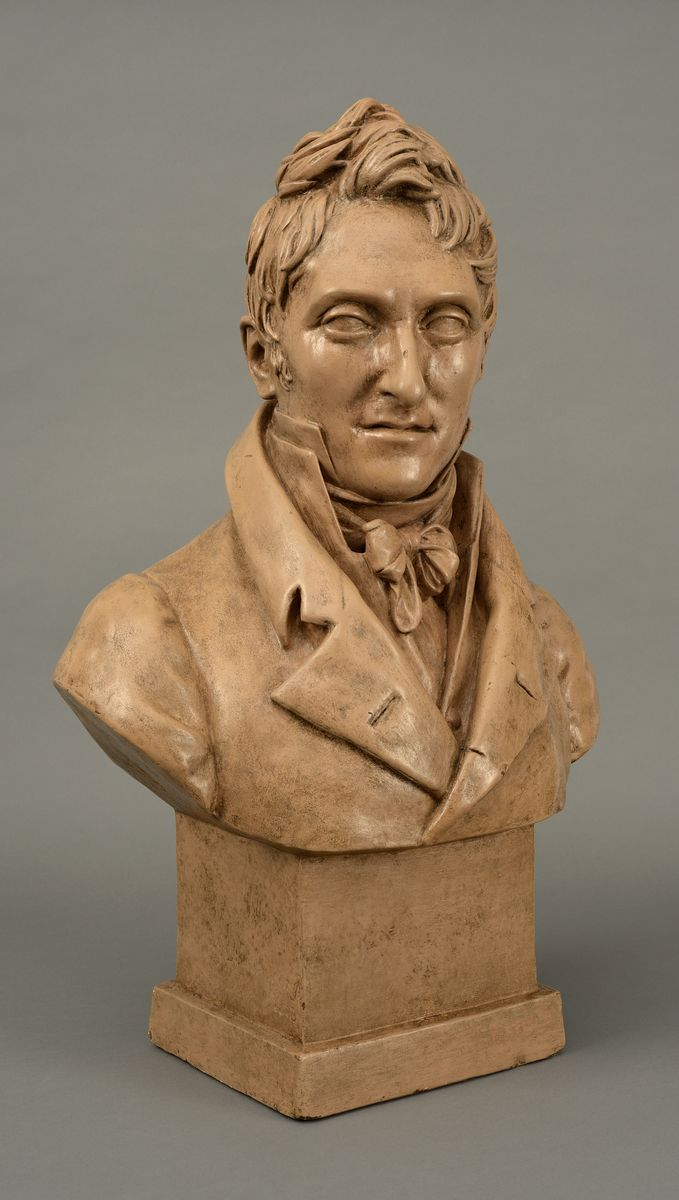
François Artaud, par Clémence Sophie de Sermézy
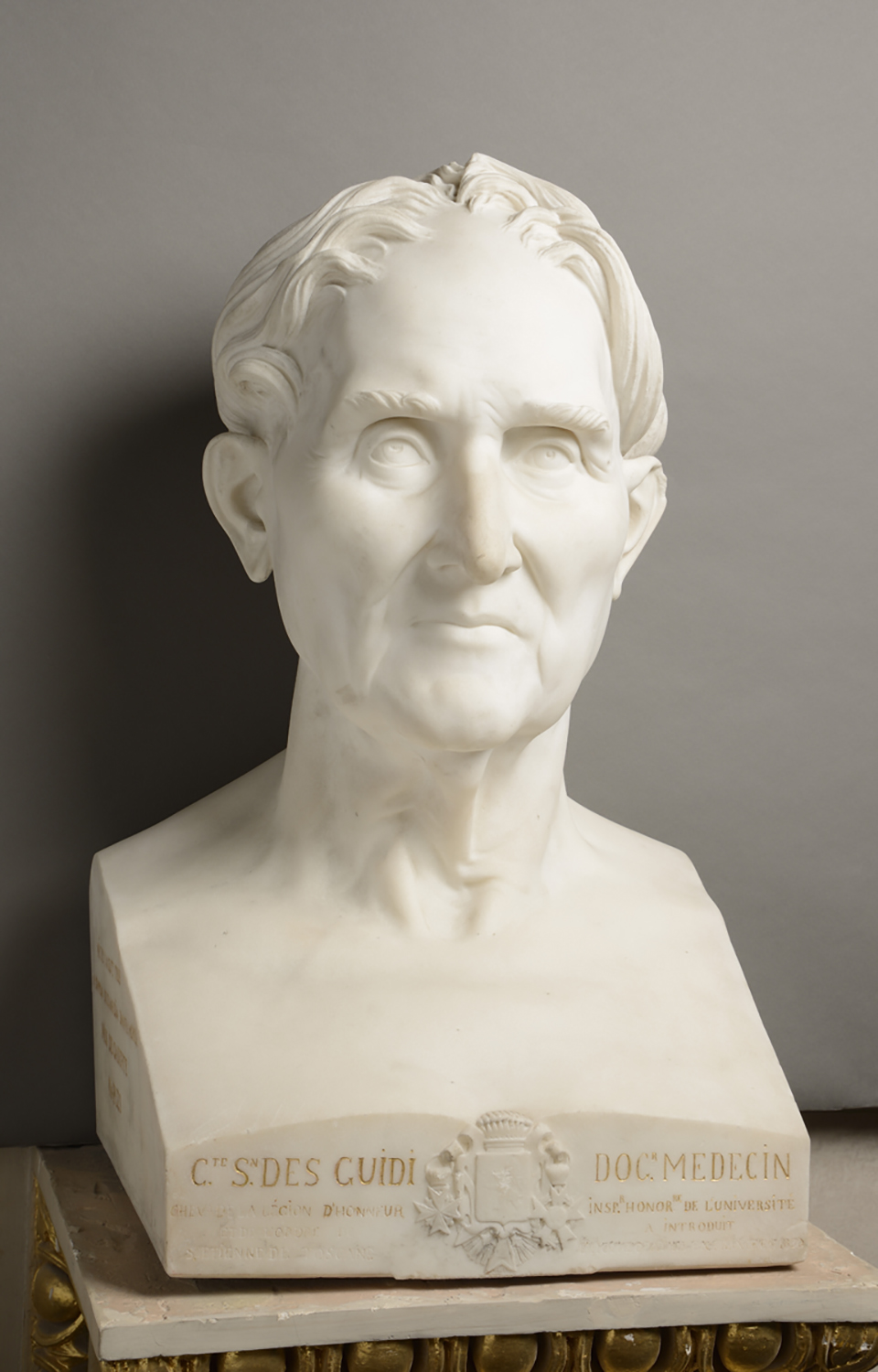
Sébastien Des Guidi, par Louis Auguste Roubaud
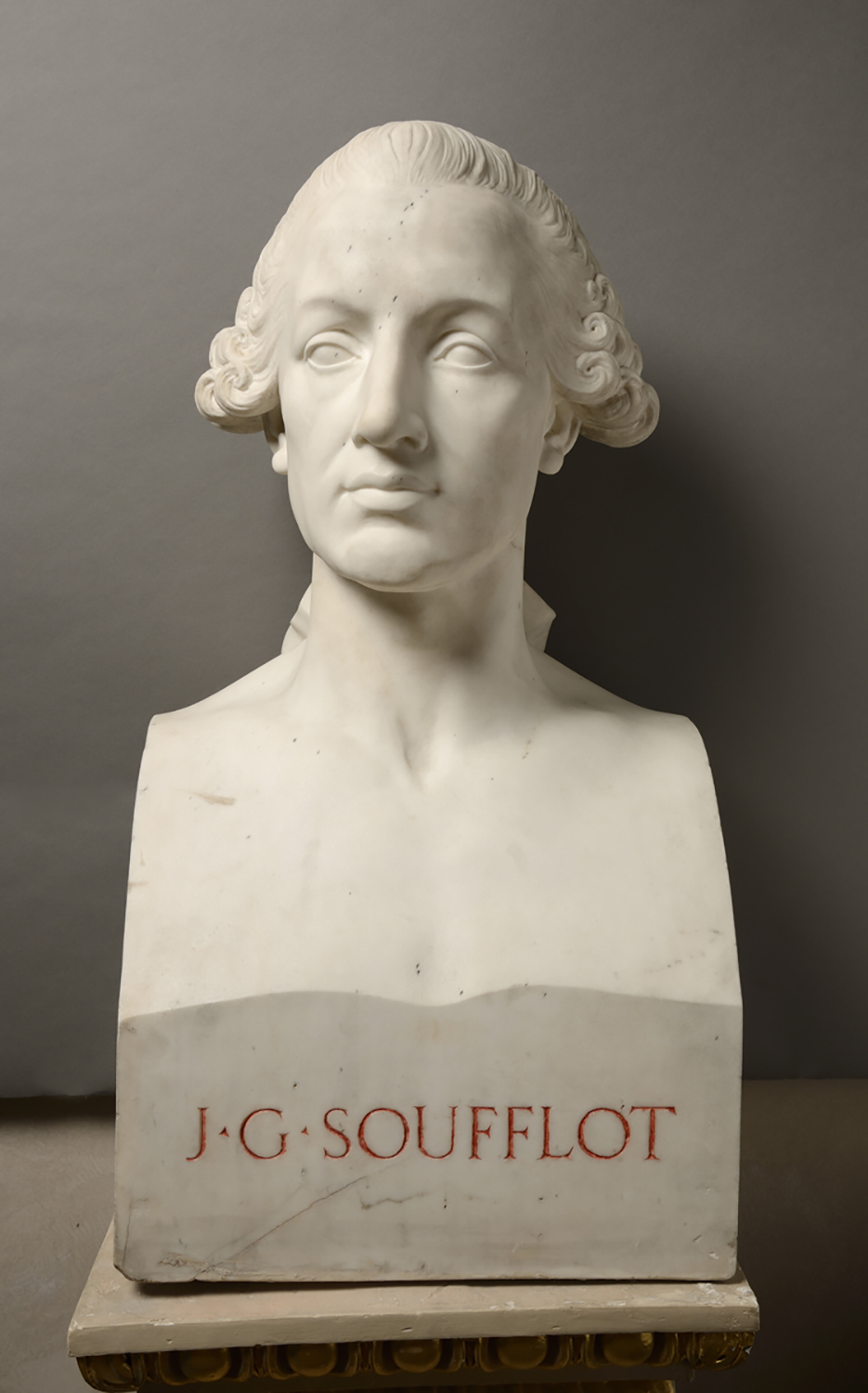
Jacques-Germain Soufflot, par Jean-Jacques Elshoecht
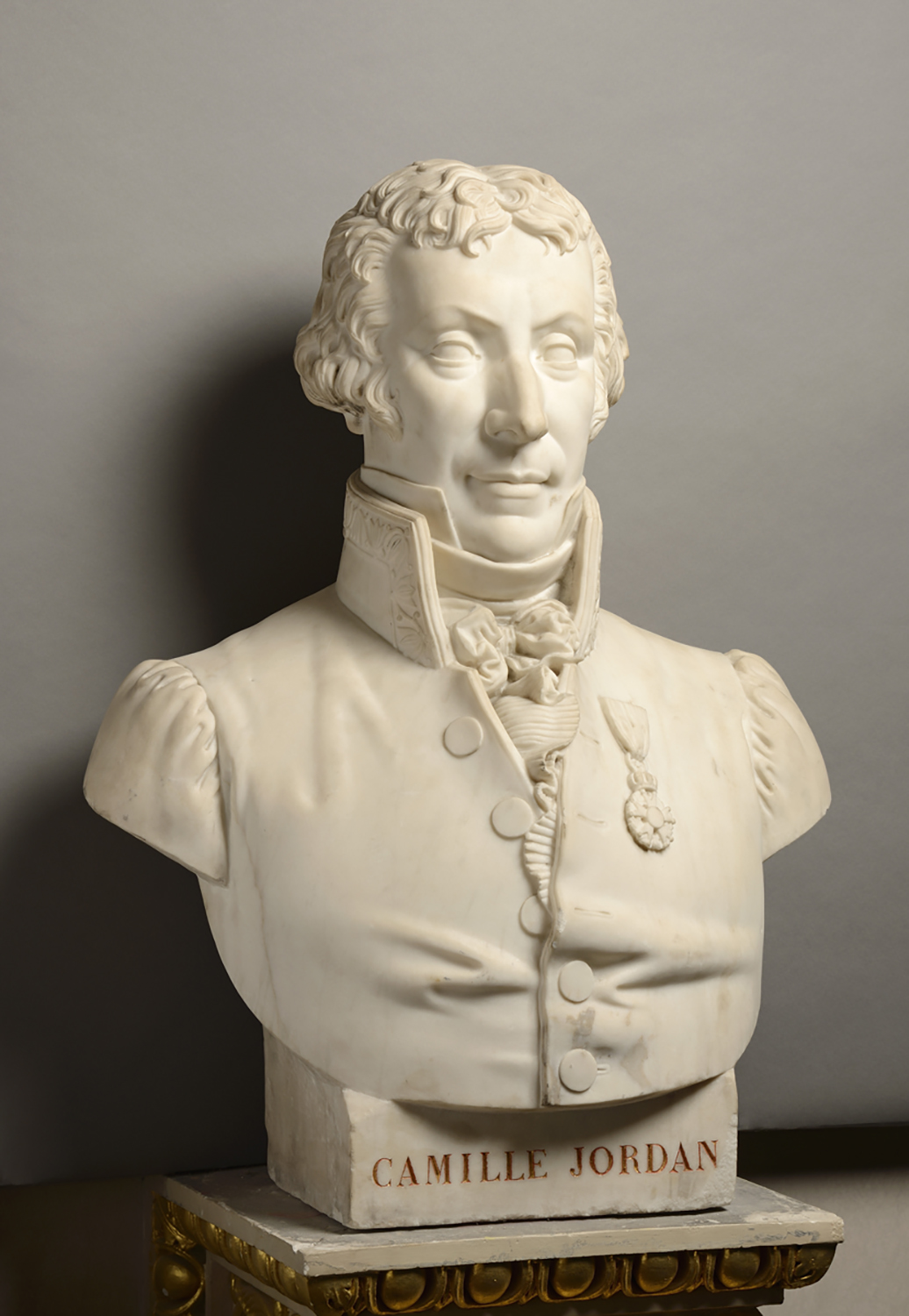
Camille Jordan, par Arthur Guillot

## Liste des responsables du médaillier
- ? - 2017 : François Planet[55]

### Ouvrages généraux sur le médaillier
- François Planet, La monnaie - la cité : l'histoire : Le Médaillier, Réunion des musées nationaux, 1992, 94 p. (ISBN 2-7118-2572-8)
- Jean-Baptiste Giard, Le Monnayage de l'atelier de Lyon : des origines au règne de Caligula, 43 avant J.C.-41 après J.C., Wetteren, Ed. Numismatique romaine, coll. « Numismatique romaine » (no 20) (1re éd. 1983), Édité initialement dans la même collection sous le numéro 14 (BNF 37109309)
- Dominique Brachlianoff, Christian Briend, Philippe Durey, Geneviève Galliano, Véronique Gay, Jean-Claude Goyon, Valérie Lavergne-Durey et François Planet, Guide : musée des Beaux-Arts - Lyon, Réunion des musées nationaux - musée des Beaux-Arts de Lyon, 1998 (ISBN 2-7118-3679-7)
- Patrice Béghain, Bruno Benoit, Gérard Corneloup et Bruno Thévenan, Dictionnaire historique de Lyon, Lyon, Stéphane Bachès, 2009, 1501 p. (ISBN 978-2-915266-65-8)
- Sylvie Ramond, Geneviève Galliano, François Planet, Salima Hellal, Ludmila Virassamynaïken et Stéphane Paccoud, Le musée des Beaux-Arts de Lyon, Réunion des musées nationaux - musée des Beaux-Arts de Lyon - fondation BNP-Paribas, 2013, 144 p. (ISBN 978-2-7118-6169-9)

### Ouvrages sur les collections
- Pierre Bastien, Le monnayage de l'atelier de Lyon : Dioclétien et ses corégents avant la réforme monétaire (285-294), Wetteren, Ed. numismatique romaine, coll. « Numismatique romaine » (no VII), 1972
- Pierre Bastien, Le monnayage de l'atelier de Lyon : De la réouverture de l'atelier par Aurélien à la mort de Carin (fin 274-mi 285), Wetteren, Ed. numismatique romaine, coll. « Numismatique romaine » (no IX), 1976
- Pierre Bastien, Le monnayage de l'atelier de Lyon : De la réforme monétaire de Dioclétien à la fermeture temporaire de l'atelier en 316 (294-316), Wetteren, Ed. numismatique romaine, coll. « Numismatique romaine » (no 11), 1980
- Pierre Bastien, Le monnayage de l'atelier de Lyon : De la réouverture de l' atelier en 318 à la mort de Constantin (318-337), Wetteren, Ed. numismatique romaine, coll. « Numismatique romaine » (no XIII), 1982
- Pierre Bastien, Le monnayage de l'atelier de Lyon : De la mort de Constantin à la mort de Julien (337-363), Wetteren, Ed. numismatique romaine, coll. « Numismatique romaine » (no 15), 1985
- Robert Turcan, Nigra moneta : sceaux, jetons, tesseres, amulettes, plombs monétaires ou monétiformes, objets divers en plomb ou en étain d'époque romaine conservés au musée des Beaux-Arts de Lyon... ; avec un appendice sur l'empreinte en plomb d'un coin de médaillon impérial, Paris, de Boccard, coll. « du Centre d'études romaines et gallo-romaines : nouvelle série » (no 6), 1987 (ISBN 2-904974-05-9)
- Pierre Bastien, Michel Amandry et Georges Gautier, Le monnayage de l'atelier de Lyon, t. (274-413) - Supplément, Wetteren, Ed. numismatique romaine, coll. « Numismatique romaine » (no 18), 1989
- Jean-Baptiste Giard, Le Monnayage de l'atelier de Lyon : des origines au règne de Caligula, 43 avant J.C.-41 après J.C., Wetteren, Ed. Numismatique romaine, coll. « Numismatique romaine » (no 20) (1re éd. 1983), Édité initialement dans la même collection sous le numéro 14 (BNF 37109309)
- Claude Brenot et Simone Scheers, Musée des Beaux-Arts de Lyon : Les monnaies Massaliètes et les monnaies Celtiques, Louvain, Peeters, 1996 (ISBN 2-87723-234-4)
- Thierry Rouhette et Francesco Tuzio, Médailles françaises des XVe, XVIe et XVIIe siècles, Musée des Beaux-Arts de Lyon/éditions Victor Gadoury, 2008, 252 p. (ISBN 978-2-906602-32-8 et 2-906602-32-9)

### Articles & revues
- Jean Guillemain, « La numismatique à Lyon au XVIIIe siècle », Revue numismatique, 6e série, t. 34,‎ 1992, p. 201-228 (lire en ligne)
- Monnaie magazine : 100 monnaies de légende (en collaboration avec le médaillier du musée des Beaux-Arts de Lyon), Hors série, n° 1
- Pierre-Louis Gatier et François Planet, « Poids antiques en plomb du Musée des Beaux-Arts de Lyon », Bulletin des musées et monuments lyonnais, no 2,‎ 1992